# Heavy metal
Heavy metal (zkráceně rovněž „metal“) je druh hudby, který se jako vymezený hudební styl objevil na přelomu 60. let a 70. let ve Velké Británii a Spojených státech. Kořeny má v hardrockových skupinách, které kombinováním blues a rocku vytvořily nový hudební styl, charakteristický používáním elektrických kytar a bicích, a také hlasitým a zkresleným zvukem. Podle serveru All Music Guide „Ze všech nespočetných forem rock and rollu je heavy metal nejextrémnější, ať už z hlediska hlasitosti, mužnosti nebo teatrálnosti. Existuje množství variací heavy metalu, ale všechny se opírají o zkreslený zvuk kytar a kytarové motivy, zvané riffy. K tomu mírně kovově znějící baskytara a úderné tempo bicích.“
Pojem heavy metal lze chápat v několika významech:
1. v užším smyslu představuje tradiční heavy metal, který se od hard rocku odlišuje eliminováním bluesového vlivu;
2. v širším smyslu představuje heavy metal (čili zkráceně metal) celý hudební žánr, včetně všech jeho odnoží; tento článek pojem heavy metal používá v tomto, širším smyslu.

## Hlavní průkopníci a kapely
Průkopníci heavy metalu jako Black Sabbath, Led Zeppelin a Deep Purple si vybudovali rozsáhlou posluchačskou základnu, a to i navzdory nepřízni kritiky, jako se to už v historii žánru nezřídka stává. V polovině 70. let britská kapela Judas Priest pomohla vytříbit žánr pominutím většiny bluesových prvků. Kapely Nové vlny britského heavy metalu, např. Iron Maiden a Motörhead, držíce se téhle cesty, vnesly do žánru rebelii punk rocku a zvýšily rychlost hry. V 80. létech se staly typickými představiteli heavymetalu Helloween, Accept a Manowar. Již od svých počátků měl heavy metal velkou základnou fanoušků, kteří jsou známí jako metalisti, metaláci či metláci.
V polovině 80. let se dostaly do popředí kapely jako Mötley Crüe, které náležely do popem ovlivněného žánru nazývaného glam metal. V undergroundu se vytvořily nové, agresivnější styly: thrash metal přinesly do hlavního proudu kapely typu Metallica, Slayer, Megadeth a Anthrax, zatímco ostatní styly, jako death metal a black metal, zůstaly i nadále záležitostí uměleckého podzemí. Od poloviny 90. let získávají ohlas nové styly jako nu metal (maje prvky funku a hip hopu) a metalcore (slévají se v něm extrémní metal a hardcore punk). Tyto nové styly posunuly hranice žánru.

## Charakteristické znaky
Jon Parels, kritik časopisu The New York Times píše: „v spletitém světe populární hudby je heavy metal hlavní odnoží hard rocku – méně synkopickou, méně bluesovou, více nakloněnou showmanství a hrubé síle.“ V žádné metalové kapele by neměl chybět kytarista, baskytarista, bubeník a zpěvák, který může být zároveň taky instrumentalista. Někdy se využívají i klávesové nástroje, Nejdůležitější je však zkreslený kytarový zvuk. Mezi prvními metalovými uskupeními byly oblíbené Hammondovy varhany a občas taky mellotron. Tyto nástroje v 80. letech nahradily syntezátory. V dnešní době se syntezátory používají v stylech jako progresivní metal, power metal a symfonický metal, ale uplatnění naleznou i v jiných metalových subžánrech. Některé nu metalové skupiny s oblibou používají prvky hip hopu: scratch a různé zvukové efekty.

### Kytary
Zesilovači zvýrazněná akustická síla elektrické kytary měla v dějinách žánru podstatnou roli. U hry na kytaru se často užívá tzv. overdrive pedálu společně s využitím zkreslení samotného elektronkového zesilovače, čím se vytvoří hutný, mocný, „těžký“ zvuk. Na počátku 70. let některé populární skupiny začaly hrávat s dvěma kytaristy. U metalových kapel to bylo velmi časté. Přední místo mezi „dvoukytarovými“ spolky zastávaly např. britští Judas Priest, Saxon a Iron Maiden, u kterých si kytaristé dělí funkce sólové a rytmické kytary, ale také němečtí Scorpions, Accept a mnozí další. Ústřední složkou heavy metalu je kytarové sólo, forma kadence; složitá sóla a riffy jsou neoddělitelnou součástí heavy metalu. Mezi jedny z pokročilých a hojně využívaných sólových technik patří například sweep-picking (struny jsou rozeznívány smýkáním trsátka po strunách bez častého střídání směru, přičemž zbytek zvuku je tvořen převážně druhou rukou – viz také arpeggio) nebo tapping (ťukání prsty do strun nad hmatníkem).

### Vokál
Vedoucí úloha kytary v heavy metalu se obvykle dostává do konfliktu s tradičním postavením „frontmana“ respektive s rolí vokalisty jako lídra kapely, čím vzniká mezi nimi napětí, které má za následek „přátelské soupeření“. V heavy metalu se od zpěvu vyžaduje, aby se nedostával do popředí před celkový sound kapely. Poněvadž metalové kořeny sahají ke kultuře hippies, vyžaduje se, aby se u zpěvu „city dávaly jasně najevo“, čím se dosahuje autenticita projevu. Kritik Simon Frith tvrdí, že „tón hlasu“ metalového zpěváka má přednost před obsahem textu. Tento postřeh však zároveň vypovídá o častém nebezpečí úpadku metalové tvorby do klišé.
V metalové hudbě se využívá široká škála zpěvu; operní vokály Roba Halforda z Judas Priest a Bruce Dickinsona z Iron Maiden, chraplavé hlasy Lemmyho z Motörhead a Jamese Hetfielda z Metallicy, přímočaré vřískavé a bručící vokály Tomase Lindberga z At the Gates, ďábelské vokály blackmetalových zpěváků jako například Attily Csihara z kapely Mayhem, či Nocturna Culta ze skupiny Darkthrone atd.

### Baskytary
Role baskytary je další složkou metalového zvuku; souhra baskytary a sólové kytary je důležitým prvkem. Basová kytara umožňuje hrát v tónech, které vytvářejí charakteristický „těžký“ zvuk. Metalové basové linky se hodně různí v komplexnosti, od „pedálového tónu“ (na různé akordy se používá pouze jeden tón) jako základu, až po zdvojené komplexní riffy a tzv. „lick“ (krátká fráze během sóla), společně se sólovou nebo rytmickou kytarou. V některých kapelách má basa výraznější postavení. Obvykle však spíše jen zhutňuje zvuk kytar. Metaloví basisté někdy upřednostňují trsátka před prsty, tím se jejich zvuk stává ostřejším.
V některých stylech, jako např. v thrash nebo death metalu, se používá zkreslení basy pomocí overdrive pedálu, který dodává tónu baskytary hutnější a více komprimovaný zvuk. Numetaloví a deathmetaloví basisti mnohdy používají pěti- nebo šestistrunnou baskytaru s rozšířeným zvukovým rozsahem. Oproti tomu v řadě blackmetalových kapel je baskytara velmi nevýrazná (až nepodstatná), někdy dokonce úplně chybí (např. na prvních nahrávkách tuzemské legendy black metalu, brněnských Root).

### Bicí
Podstata metalového bubnování spočívá ve vytvoření hlasitého bušení využitím trojitého efektu rychlosti, energie a preciznosti. Metalové bubnování vyžaduje mimořádnou dávku trpělivosti, a hráči si musí vypěstovat pozoruhodnou schopnost rychlosti, koordinace a obratnosti, aby dokázali zahrát někdy komplikované skladby. Jednou z charakteristických technik bubnování je tzv. „cymbal choke“, která spočívá v utlumení činelů rukou. Heavymetalová souprava bicích je obvykle omnoho větší než tomu bývá v jiných rockových stylech. Vedle obvyklých bicích instrumentů v soupravě (tom-tom, basový buben, malý buben, hi-hat činel, činely crash a ride) se používají rovněž dvoupedálové bicí, přídavné tom-tomy a množství přídavných činelů (splash činely a extra crash činely) a mnohé jiné nástroje, např. kravské zvonce.

### Zvuk
Neodmyslitelnou součástí živých vystoupení je silný hluk – „zvukový masakr“, jak jej charakterizuje Deena Weinstein. Jeffrey Arnett se ve své knize Metalheads o heavy metalu zmiňuje jako o „smyslovém ekvivalentu války.“ Kráčejíce ve stopách Jimiho Hendrixe a The Who, průkopníci heavy metalu jako např. Blue Cheer zavedli nové standardy ohledně hlasitosti. Jak praví Dickie Peterson z Blue Cheer: „Věděli jsme pouze to, že chceme intenzivnější muziku.“ Paul Sutcliffe píše o koncertu Motörhead roku 1977 takto: „především neúměrná hlasitost se počítá na vrub kapely, když se bavíme o jejich vlivu.“ To samé tvrdí taky Weinstein, když říká, že melodie je ústředním prvkem populární hudby, house se zaměřuje na rytmiku, a heavy metalu trůní energický zvuk, barva hlasu a hlasitost. Říká, že hluk má za úkol „vtáhnout posluchače do zvuku“ a poskytnout „injekci mladistvé živosti“. Soustředění na hlučnost se vysmívá rockový pseudo-dokument Hraje skupina Spinal Tap, v němž jistý kytarista tvrdí, že má aparaturu nastavenou „až na jedenáct“.

### Hudební jazyk

#### Rytmus a tempo
Heavy metal je typický energickým tempem a razantností. Strohé, prudké a izolované rytmické části se spojují do rytmických frází s osobitou, často trhavou strukturou. Tyto fráze slouží za základ rytmických průvodů a melodických figur zvaných riffy, které mají za následek „chytlavost“ písní. V heavymetalových písních se používají delší rytmické figury, jako např. celá nota, anebo čtvrťová nota s tečkou nebo delší akordy v pomalých „power baladách“.
Tempo v raném heavy metalu mělo sklon k pomalosti až těžkopádnosti. Nicméně koncem 70. let začaly být živou součástí žánru rozmanitá tempa. Metalová tempa první dekády 21. století se pohybují v rozmezí od pomalých baladických temp (čtvrtinová nota = 60 úderů za minutu) až po extrémně rychlá tempa, tzv. „blast beaty“ (čtvrtinová nota = 350 úderů za minutu).

#### Harmonie
Množství heavymetalových skladeb charakterizují krátké dvounotové nebo třínotové akordy (převážně barré hmaty). Tyto akordy bývají obvykle přednášené pomocí staccatového útoku vytvořeného použitím kytarové techniky zvané „palm muting“.
Typickým výrazovým prostředkem heavy metalu jsou „power akordy“, neboli „silové akordy“. Z technického hlediska je „silový akord“ poměrně jednoduchý: jedná se o souzvuk dvou tónů, základního tónu a kvinty. Souzvuk kvinty se velice často ještě doplňuje o oktávu, aby se tak dosáhlo plnějšího zvuku. Dalším znakem je jejich jednoznačná harmonická průzračnost a čitelnost – a to také u zkresleného tónu.
Dvojhmaty se většinou hrají tak, že ukazováček vždy drží určitý pražec a prsteník zároveň mačká na tenčí struně o dva pražce vyšší tón. Dvojhmaty jsou výhodné tím, že prstoklad je vždy stejný, ale můžeme ho posunovat kdekoliv po hmatníku. Přidáním dalšího prstu se získá méně používaný trojhmat.

#### Typické harmonické vztahy
Heavy metal se zakládá na riffech. Riffy se většinou tvoří pomocí tří základních harmonických složek: modální harmonie, tritón plus chromatismus, a pedálový tón.

##### Modální harmonie
V tradičním heavy metalu se nejednou využívají modální stupnice, především aiolský a frygický modus. To znamená, že žánr využívá modální akordové progrese jako je např. aiolská progrese I-VI-VII, I-VII-(VI) případně I-VI-IV-VII, nebo také frygické progrese, které zahrnují vztahy mezi I a ♭II (například I-♭II-I, I-♭II-III, anebo I-♭II-VII).
Příklady využití aiolského módu:
- Judas Priest – Breaking the Law (hlavní riff I-VI-VII)
- Iron Maiden – Hallowed Be Thy Name (hlavní riff I-VI-VII)
- Accept – Princess of the Dawn (hlavní riff I-VI-VII)

Příklady využití frygického módu:
- Mercyful Fate – Gypsy (hlavní riff I-♭II-I-VI-V)
- Megadeth – Symphony of Destruction (hlavní riff ♭II-I)
- Sodom – Remember the Fallen (intro + hlavní riff, na konci kterého se uplatňuje frygická kadence: I-♭II-III)

##### Tritón a chromatika

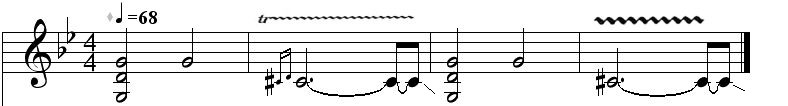
Příklad harmonické progrese s tritónem G-C# v hlavním riffu písně „Black Sabbath“

Tritón a chromatika se v heavy metalu používají v množství akordových progresí. Tritón, neboli zvětšená kvarta, je hudební interval obsahující tři celé tóny, nebyl v středověkém, přísně harmonickém stylu povolený. To vedlo mnichy k tomu, aby jej přezdívali diabolus in musica. Podobně jako ve středověku, rovněž v moderní západní kultuře se tritón chápe jako něco „ďábelského“. V heavy metalu má tritón nezastupitelné místo při kytarových sólech a riffech – příkladem je začátek písně „Black Sabbath“.

##### Pedálový tón
V heavy metalu se jako harmonický základ hodně využívá pedálový tón. Jedná se o hluboký permanentní tón, během kterého se vyskytuje alespoň jeden cizí (čili disharmonický) souzvuk. Heavymetalové riffy se zpravidla zakládají na nepřetržitém opakování tónu, který se hraje na nejhrubších (čili nejnižších) strunách basové nebo rytmické kytary – obvykle se jedná o struny E, A nebo D. Jinými slovy, jednoduchý basový tón—nejčastěji nízké tóny E nebo A—se soustavně opakuje, a mezitím se postupně hrají různé akordy, včetně akordů, které obvykle nezahrnují onen basový tón, čímž se vytváří zdání napětí. Příkladem je úvodní riff písně „You've Got Another Thing Comin'” od Judas Priest, kde jedna kytara hraje pedálový tón F#, a druhá kytara hraje akordy.

#### Vlivklasické hudby

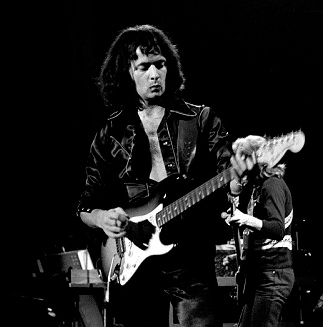
Ritchie Blackmore, zakladatel Deep Purple a Rainbow, známý neoklasickým přístupem ve svých kytarových vystoupeních.

Podle Roberta Walsere, vedle blues a R&B, „heavy metal ovlivňují ve velké míře už od počátků žánru různé hudební styly známé pod společným názvem „klasická hudba‘“. Tvrdí, že mezi nejlepší metalové hráče patří kytaristé, kteří se věnovali rovněž studiu klasické (vážné) hudby. Osvojením a adaptováním předloh z klasické hudby položili základ novému druhu kytarové virtuozity a změnám v harmonickém a melodickém jazyce heavy metalu.
Většina hudebních prvků, které si osvojili heavymetaloví muzikanti, má původ v baroku, klasicismu a romantismu. Ritchie Blackmore, kytarista z Deep Purple a Rainbow, a Uli Jon Roth, kytarista ze Scorpions, už počátkem 70. let experimentovali s hudebními figurami vypůjčenými z klasické hudby. Během 80. let se kytaristé Randy Rhoads a Yngwie Malmsteen nechali inspirovat barokními a později taktéž klasicistickými hudebními formami, načež se stali vzorem pro neoklasicistické metalové hráče, ke kterým patří například Michael Romeo, Michael Angelo Batio, a Tony MacAlpine.
I když množství metalových muzikantů tvrdí, že se nechali inspirovat skladateli klasické hudby, heavy metal na ni přímo nenavazuje. Klasická a tvrdá hudba vznikly na základě odlišných kulturních tradicí a zkušeností: klasická hudba navazuje na tradici umělecké hudby, zatímco metal na tradici populární hudby. Muzikologové Nicolas Cook a Nicola Dibben k tomu poznamenávají, že „analýza populární hudby často ukáže vliv ‚uměleckých tradic‘. Příkladem je Walserovo spojení heavy metalu s filozofií a dokonce i s vnějšími projevy romantismu 19. století. Bylo by, ale, mylné tvrdit, že blues, rock, heavy metal, rap či taneční hudba se přímo odvíjejí od ‚umělecké hudby.‘“ Výpůjčky heavy metalu z klasické hudby se týkají zejména motivů, melodií a stupnic, a ne komplikovaných složek, jako jsou kontrapunkt, vícehlas nebo klasická strukturální schémata. Heavymetalové kapely, včetně progresivních a neoklasických kapel, se obyčejně nesnaží dodržovat kompoziční a estetické požadavky klasické hudby.

### Motivy textů

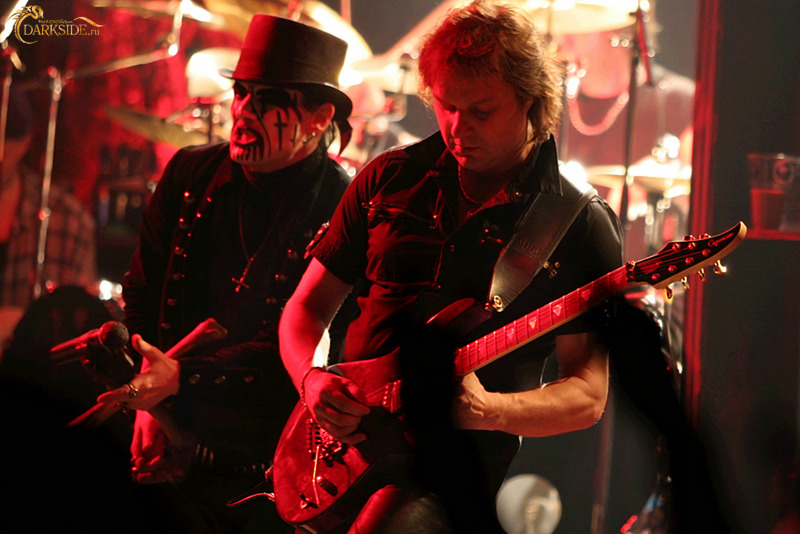
King Diamond je známý psaním koncepčních hororových textů

Heavy metal, podobně jako blues, v němž má kořeny, obsahuje často sexuální podtón – počínaje podmanivými nahrávkami Led Zeppelin a konče současnou numetalovou tvorbou, které nejsou cizí otevřené sexuální narážky. S rostoucí oblibou thrash metalu v 80. letech se stále větší množství metalových písní začalo zabývat politikou a sociálními otázkami (System of a Down). Romantika a baladičnost patří mezi obvyklé motivy gothic a doom metalu, a stejně tak nu metalu, který se navíc zabývá problémy dospívající mládeže. Některé styly, např. melodický death metal, progresivní metal, a black metal, oblibují filozofickou tematiku, zatím co textová stránka extrémnějších odnoží death metalu a grindcoru se skládá výlučně z útočného, nelidského, a často nerozumného obsahu.
Nedílnou součástí tohoto druhu hudby jsou podivné, fantastické texty, vyvolávající rozptýlení. Kupříkladu texty kapely Iron Maiden často v sobě nesou znaky bájesloví, krásné literatury a poezie; k takovým písním patří např. „Rime of the Ancient Mariner“ („Píseň o starém námořníkovi“), založená na stejnojmenné básni Samuela Taylora Coleridge. Mezi další ukázkové příklady patří: „The Wizard“ od Black Sabbath, „The Conjuring“ a „Five Magics“ od Megadeth či „Dreamer Deceiver“ od Judas Priest. Další interpreti se ve svých textech zaměřují na válku, nukleární zkázu, životní prostředí, a politické či náboženské problémy. Vzorovými příklady jsou písně jako „War Pigs“ od Black Sabbath, „Killer of Giants“ od Ozzyho Osbourna, “Disposable Heroes” od Metallicy, „2 Minutes to Midnight“ od Iron Maiden, „Balls to the Wall“ od Accept, "Nuclear Attack" od Sabaton a „Peace Sells“ od Megadeth. Motiv smrti, zastávající přední místo v heavy metalu, se objevuje v textech takových rozdílných kapel jako Iron Maiden, Black Sabbath, Slayer, nebo W.A.S.P. Powermetalové kapely, jejichž textové a hudební motivy jsou většinou pompézní a optimistické, potvrzují výjimku tohoto temného pravidla. Mnohé powermetalové skupiny, například Helloween, tvrdí, že metal by měl být inspirující a optimistickou hudbou.
Tematika heavy metalu čelí již dlouhé roky ostré kritice. Podle Jona Parelese „ústřední motiv heavy metalu je jednoduchý a skutečně univerzální. Chrochtáním, sténáním a povznesenými texty vyzdvihuje…nespoutanou zábavu… Jádro muziky je upjaté a pevně dané.“ Hudební kritici častokrát považují metalové texty za nezralé a otřepané, a v mnohých případech zastávající se mizogynie a okultizmu. V 80. létech členové organizace „Parents Music Resource Center“ („Sdružení rodičů pro kontrolu hudby“) uspořádaly velkou kampaň proti populární hudbě. Žádali Kongres, aby omezil hudební průmysl, jelikož je pobuřovaly urážlivé – především heavymetalové – texty. V roce 1990 musela kapela Judas Priest čelit obžalobě, kterou proti nim vznesli rodiče dvou mládenců, kteří se údajně před pěti lety zavraždili poté, co si vyslechli podprahové poselství v písni zmíněných muzikantů, a které znělo „do it“ („udělej to“). Případ si získal velkou pozornosti veřejnosti, avšak hudebníci byli posléze uznání za nevinné.

### Vizuální prvky

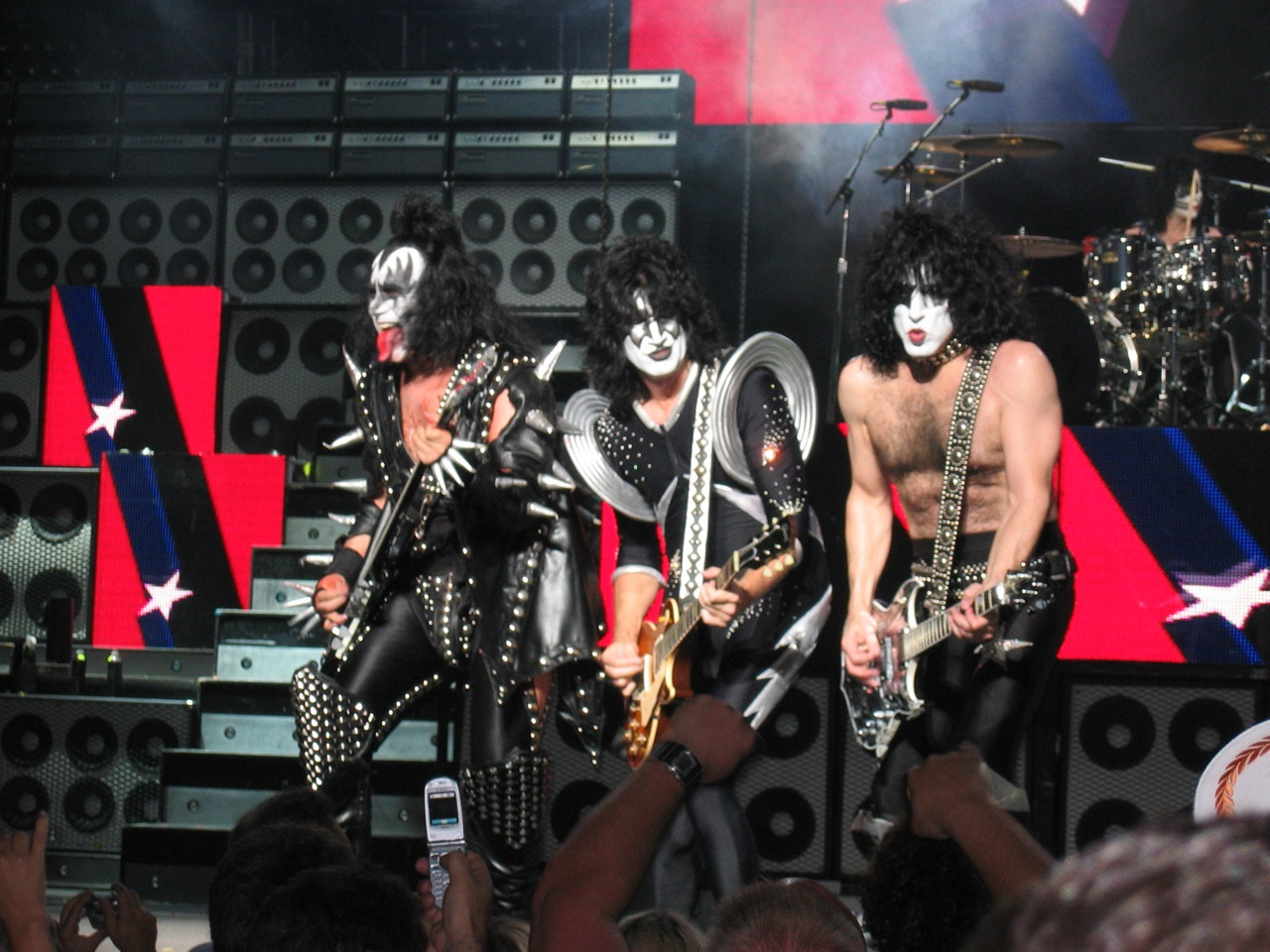
Kiss v roce 2004 s tradičním makeupem

Nedílnou součástí populární hudby je i vizuální stránka, což platí i pro heavy metal. Obaly alb, vystoupení na pódiu, kostýmy kapel a videoklipy jsou téměř stejně důležité jako hudba samotná, nicméně jen zřídkakdy přednější než hudební tvorba. Z každého díla lze tedy získat množství dojmů; heavy metal z hlediska umělecké formy je velice široký pojem, jelikož mu nedominuje pouze jeden vyjadřovací prostředek. Zatímco malba má vizuální podobu, symfonie zvukovou, v metalových kapelách se zvuková podoba spojuje s vizuální (obal alba, vystoupení na pódiu, oblečení atd.). Některé rané heavymetalové seskupení, např. Alice Cooper a Kiss, a rovněž novější skupiny jako GWAR, Mushroomhead, Slipknot či Marilyn Manson, získaly popularitu nejenom díky své hudbě, ale přispěly k ní také jejich vystoupení na pódiu a hanlivé chování muzikantů. Nejlépe je na tom s vizuálním efektem skupina Lordi (skupina je výborná jak hudebně tak vzhledově).
Dlouhatánské vlasy jsou, podle Weinstein, „nejvýraznějším poznávacím prvkem metalové módy.“ Heavy metal převzal tento rys původně z kultury hippies. V 80. a 90. létech heavymetalové háro „symbolizovalo nenávist, odpor a rozčarování generace, která se očividně necítí nikde doma“, tvrdí novinář Nader Rahman. Dlouhé vlasy dodaly členům metalové komunity „sílu nevyhnutnou na to, aby se mohli bouřit vesměs proti ničemu.“
Klasický metalový stejnokroj se skládá z modrých džínů, černého trička, bot a černé kožené nebo džínové bundy. Trička bývají většinou ozdobené logy nebo kresbami představujícími milovanou metalovou kapelu. V polovině 70. let se zásluhou Judas Priest a Motörhead ujala mezi heavymetalisty kožená móda a motorkářská kultura. Během 80. let měli na metalovou módu značný vliv punk rock, gothic rock, a rovněž hororové filmy. Především glammetalové kapely onoho období si zakládaly na vzhledu a osobním stylu. Měli zalíbení v dlouhých, barvených, natupírovaných vlasech, (z toho důvodu přezdívka „hair metal“, hair = vlasy), líčení, vyfintěných kostýmech a doplňcích, jako jsou třeba čelenky, šátky a bižuterie. Přepracované kostýmy, vlasy a make-up jsou populární taktéž u skupin (mnohdy nemetalových) japonského hnutí „visual kei“, kterému položila základ kapela X Japan koncem 80. let.

### Fyzická gesta

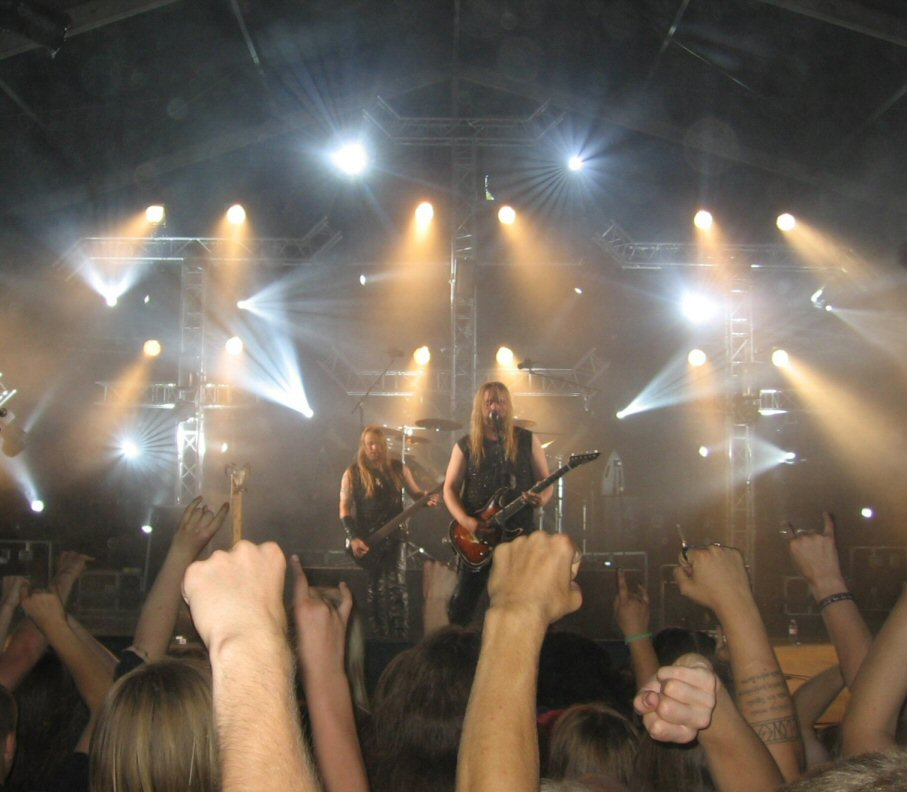
Fanoušci zvedajíce ruce zakončené klasickým metalovým „paroháčem“ během koncertu estonské heavymetalové skupiny Metsatöll, 2006.

Při živých vystoupeních mají metaloví hudebníci v oblibě „headbanging“, při kterém se hází hlavou do rytmu hudby; vizuálně je to efektní, když má člověk dlouhé vlasy. „Paroháče", široce rozšířené gesto, přinesl na rocková pódia americký vokalista s italskými kořeny, Ronnie James Dio, během svého působení v rockových kapelách, především Rainbow, Black Sabbath a Dio. Inspirací mu byla jeho babička, která toto gesto, spojené s italskou nadávkou „cornuto“, často používala. Gene Simmons ze skupiny Kiss sice tvrdil, že on byl první, kdo toto gesto během koncertů dělal, a vycházel údajně ze Spider-Mana, vypouštějícího pavučinu (takže měl palec trčící „do prostoru“), ale vzhledem k tomu, že Ronnie James Dio koncertoval již na konci 60. let (s kapelou The Electric Elves, později jen Elf) a Kiss se dali dohromady až v roce 1973, je zřejmé, komu zmíněné prvenství opravdu náleží.
Návštěvníci metalových koncertů netančí v běžném slova smyslu; Deena Weinstein tvrdí, že to může být následkem toho, že publikum bývá převážně mužské a většinou heterosexuální. Rozlišuje především dva tělesné pohyby, které mají být náhradou za tanec: již zmíněný „headbanging“ a také „fistbanging“ (bití pěstmi do vzduchu), které je rytmickým gestem. Oblíbeným „tancem“ posluchačů metalu, ať už doma nebo na koncertě, je předstírání hry na kytaru (angl. „air guitar“). Mezi další oblíbené činnosti diváků patří: skákání do obecenstva (stage diving), surfování v davu (crowd surfing), tlačení a postrkovaní v chaotických šarvátkách (moshing), na některých koncertech i pogo.

### Heavymetalová subkultura

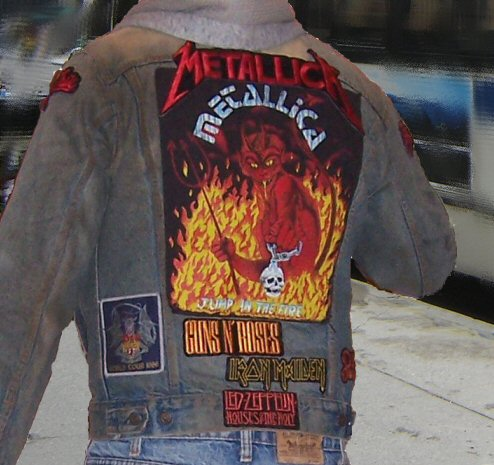
Metalový fanoušek v džínové bundě s nášivkami a předlohami heavy metalových kapel Metallica, Guns N' Roses, Iron Maiden, Slipknot, Dio a Led Zeppelin.

Deena Weinstein tvrdí, že silná, uzavřená, převážně mužská subkultura umožnila heavy metalu vytrvat na výsluní podstatně delší dobu než se to podařilo mnohým jiným rockovým žánrům. Metalové publikum se skládá zejména z pracujících bělochů mužského pohlaví (v britském hrabství West Midlands a státech USA: New York, Kalifornie a Washington byl metal většinou hudbou 'dělnické mládeže'). Navzdory tomu je tato skupina tolerantní i vůči těm, jež stojí mimo „tvrdého jádra“ subkultury, drží-li se nepsaného metalového zákona, co se oblečení, vzhledu a chování týče. K projevům spolupatřičnosti se subkulturou patří nejenom návštěvy koncertů a společná móda, ale i přispívání do metalových časopisů, a v poslední době rovněž příspěvky na webové stránky.
Heavymetalové scéně, která má vlastní nepsané zákony ohledně autenticity, přischla přezdívka „odcizená subkultura“ („subculture of alienation“). Podle tohoto zákona musí být muzikanti bezvýhradně oddání muzice a subkultuře, která je podporuje, nesmějí se ucházet o pozornost médií, a nikdy nesmějí „zradit“. A od fanoušků se zase vyžaduje „odpor vůči systému a odluka od společnosti.“ Lidé zabývající se metalem i oddaní fanoušci skupin, které měly značný podíl na vzniku metalu, mají sklon považovat některé interprety (a též některé fanoušky) za tzv. „pozéry“, čili lidi, kteří předstírají příslušnost k subkultuře, avšak nevědí nic o historii, textech ani poselstvích skupin, jejichž muziku poslouchají.

#### Metal a satanismus
I když spojení metalové hudby a subkultury se satanismem je stále ve společnosti vděčným objektem zájmu, bylo mnohokrát vyvráceno. A při příležitosti úmrtí Ozzy Osbournea v červenci 2025 byla tato debata opět ve společnosti oživena.

## Etymologie
Původ pojmu heavy metal ve vztahu k hudbě je neurčitý. Pojmenování „heavy metal“ (těžký kov) se po celá staletí používal v chemii a hutnictví. V novodobé populární kultuře použil tento výraz jako jeden z prvních americký beatnik William S. Burroughs ve své novele Hebká mašinka (The Soft Machine, 1962) a také ve své další knize Nova Express (1964); heavy metal tu používá jako synonymum pro návykové drogy: „Se svými nemocemi a drogami vyvolávajícími orgasmus a se svými asexuálními, parazitickými formami života – národ heavymetalistů z Uranu obestřen chladným, modrým oparem vypařených bankovek – a hmyzí lidé z Minraudu se svou metalovou muzikou.“
Ian Christe, heavymetalový historik, opisuje význam jednotlivých slov v slangu hippies: slovem „heavy“ se „popisovalo cokoli, co mělo silnou či opojnou atmosféru“, „metal“ označuje těžké duševní rozpoložení. V slangu beatniků se výraz „heavy“ ve významu „vážný“ používal už nějakou dobu předtím a rovněž i ve vztahu k „tvrdé hudbě“ (heavy music), čili pomalejší, hlasitější variaci standardního popu. Debutové album Iron Butterfly, vydané začátkem roku 1968, bylo pojmenováno „Heavy“. První zdokumentované použití výrazu heavy metal se objevilo ten samý rok v písni „Born to Be Wild“ od Steppenwolf, a poukazzovalo na motocykl: „I like smoke and lightning / Heavy metal thunder / Racin' with the wind / And the feelin' that I'm under.” („Mám rád dým a blesk / burácení těžkého kovu / závodění s větrem / a pocit, že podléhám“). Další spornou hypotézu o původu heavy metalu přinesl v roku 1995 „Chas“ Chandler, bývalý manažer Jimi Hendrix's Experience, v rozhovoru pro pořad „Rock and Roll“, který vysílala televizní stanice PBS. Říká, že „…heavy metal je pojem, který má původ v článku New York Times, který se týkal vystoupení Jimiho Hendrixe“, a tvrdí, že autor opisoval Jimiho Hendrixe „…jakoby poslouchal těžký kov (heavy metal) padající z nebes“. Hodnověrnost tohoto tvrzení je ovšem sporná.
První zdokumentované použití výrazu „heavy metal“ jako označení stylu rockové hudby se objevilo v recenzi Mikea Saunderse. 12. listopadu 1970 v časopisu Rolling Stone hodnotil album vydané předešlého roku britskou kapelou Humble Pie: „Humble Pie svým americkým debutem As Safe As Yesterday Is dokázali, že nuda může mít mnoho podob. Předvedli se jako hlasitá, nemelodická, sračková rocková kapela těžkopádná jako těžký kov (heavy metal), s hřmotnými a ohlušujícími částmi, které mluví za všechno. Ne že, by všechny písně byly špatné…ale v podstatě stojí za hovno.“ Jejich album pojmenované „Humble Pie“ charakterizoval jako „nic nového pod sluncem, jenom to samé heavymetalové hovno, o které nikdo ani nezakopne.“ V recenzi alba Kingdom Come od Sir Lord Baltimore, která byla publikovaná v květnu 1971 v časopisu Creem, Saunders píše: „Zdá se, že Sir Lord Baltimore mají nastudované všechny heavymetalové triky.“ Kritik časopisu Creem Lester Bangs je známý tím, že počátkem 70. let zpopularizoval výraz „heavy metal“, když recenzoval kapely jako Led Zeppelin a Black Sabbath. V 70. letech určití kritici používali výraz heavy metal víceméně automaticky v hanlivém smyslu. Roku 1979 popřední hudební kritik John Rockwell z New York Times charakterizoval styl, jež nazýval „heavy metal rock“ jako „brutální agresivní hudbu, která se většinou hraje pro nadrogované lidi,“ a v jiném článku jako „rokenrol dovedený do krajnosti oblíbený u bílých výrostků.“
Pojmy „heavy metal“ a „hard rock“ často označují stejný typ muziky, především mluví-li se o kapelách 70. let 20. století, kdy se tyto dva pojmy často vzájemně zaměňovaly. Například kniha Rolling Stone Encyclopedia of Rock & Roll z roku 1983 obsahuje takovouhle pasáž: „Aerosmith, proslulý svým agresivním hardrockovým stylem založeným na bluesu, patřil mezi nejvýznamnější heavymetalové skupiny poloviny sedmdesátých let.“ V dnešní době by už asi sotva kdosi charakterizoval klasickou tvorbu Aerosmithu, jasně odkazující na tradiční rokenrol, jako „heavy metal“. Dokonce i některé kapely, které stály u zrodu tohoto žánru, např. Led Zeppelin a Deep Purple, nebývají současnou metalovou komunitou považovány za heavymetalové kapely.

## Historie

### Kořeny: polovina 60. let

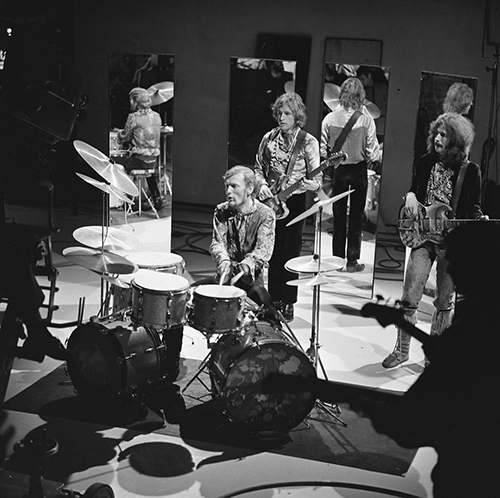
Cream v programu holandské televize Fanclub v roce 1968

Americké blues bylo velmi oblíbené a mělo velký vliv na první britské rockery; kapely jako Rolling Stones a The Yardbirds nahrály coververze mnohých klasických bluesových skladeb, občas zrychlujíc tempo a využívajíc elektrické kytary místo původních akustických (podobné adaptace blues a jiné „černé hudby“ vytvořily základ původního rock and rollu). Britské bluesově orientované kapely (a jimi ovlivněné americké kapely) při svých hudebních experimentech vytvořily zvuk, který se později stal charakteristickým znakem heavy metalu: základem byl hlasitý, zkreslený kytarový zvuk, postavený na silových akordech. Do širšího povědomí dostaly tento styl roku 1964 The Kinks svojí písní „You Really Got Me“. K tomuto novému kytarovému zvuku významně přispěla nová generace zesilovačů se zpětnou vazbou. Zatím co blues-rockový styl bicích byl jednoduchý, bicí v heavy metalu byly mohutnější, komplexnější a hlasitější, a k tomu se přidával čím dál tím hlasitější zvuk elektrické kytary. Zpěváci změnili techniku a byli stále závislejší na zesilovaní zvuku; také využívali nové stylistické a dramatické postupy. Souběžně s tím se zvyšovala úroveň nahrávací techniky, čímž se umožnil plnohodnotný záznam této tvrdé muziky.
Spojením blues-rocku a psychedelického rocku se vytvořila téměř celá původní podstata heavy metalu. Jednou z nejvýznamnějších kapel, které definovaly hranice žánru, bylo rockové trio Cream. Jejich mohutný, hutný zvuk je kombinací Claptonovy bluesové kytary, silného Bruceovho hlasu a jeho dynamické hry na basovou kytaru a jazzem ovlivněných rytmů bubeníka Gingera Bakera. O jejich prvních dvou deskách, Fresh Cream (1966) a Disraeli Gears (1967), se říká, že významně ovlivnily celý budoucí žánr. Debutové album Are You Experienced (1967) od Jimi Hendrix Experience, mělo také nemalý vliv na metal. Hendrixovou kytarovou virtuozitu se snažili napodobit mnozí metaloví kytaristi; nejúspěšnější šlágr alba, „Purple Haze“, je nejednou považován za první heavymetalový hit.

### Počátky: konec 60. let a začátek 70. let

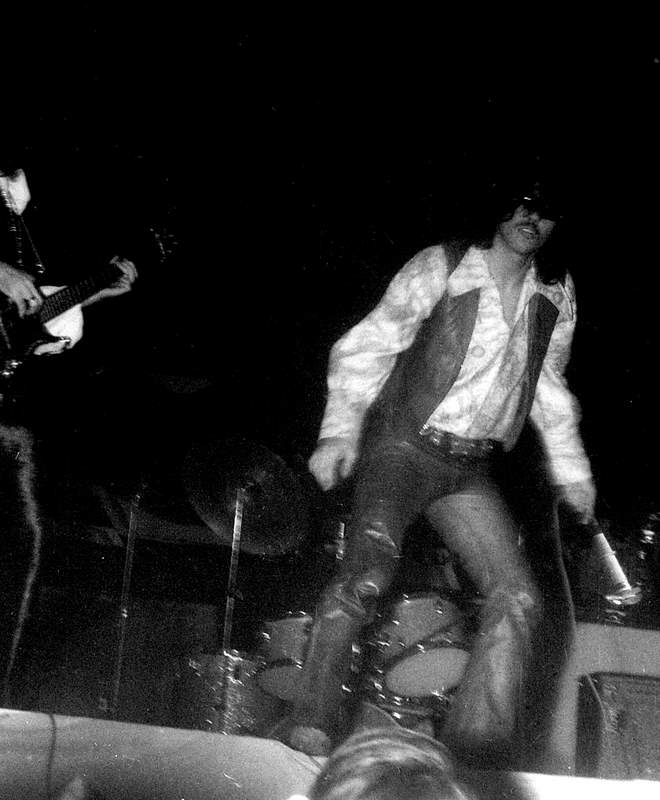
John Kay z kapely Steppenwolf.

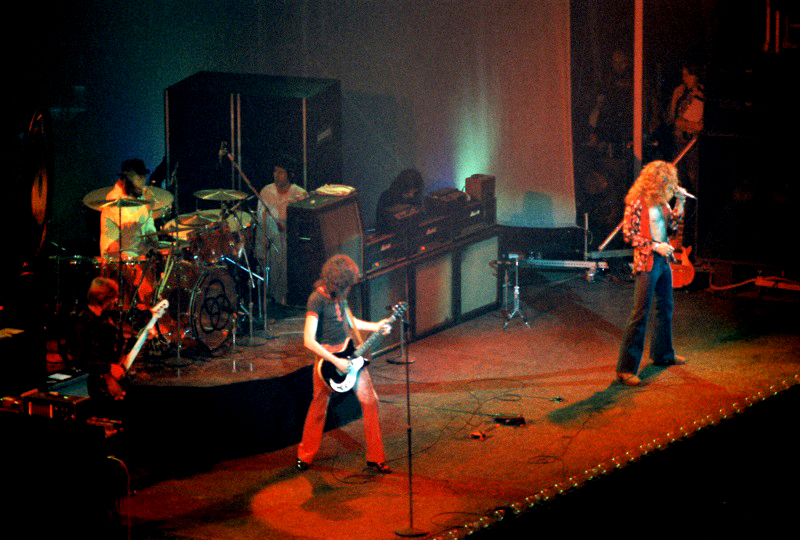
Led Zeppelin během vystoupení v Chicago Stadium v lednu 1975

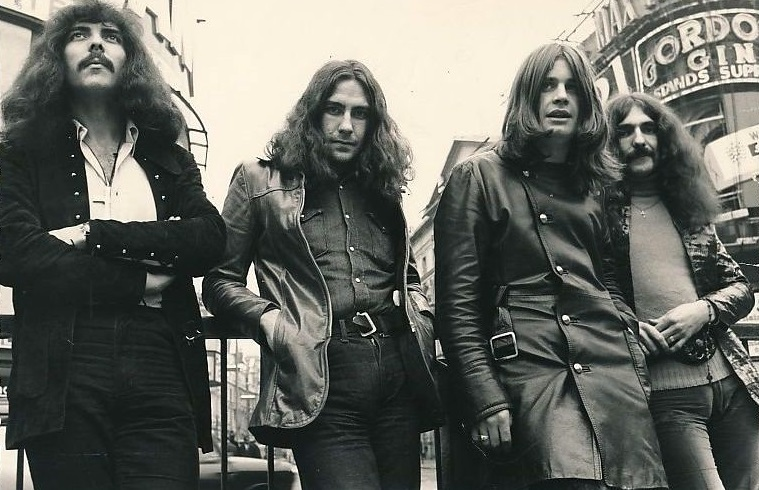
Původní sestava Black Sabbath (1970).

Roku 1968 se počal utvářet zvuk, který se později stal známý jako heavy metal. V lednu toho roku se na debutovém albu sanfranciské kapely Blue Cheer s názvem Vincebus Eruptum objevila cover verze známého hitu „Summertime Blues“ od Eddieho Cochrana. Tato skladba je ve všeobecnosti považována za první heavymetalovou nahrávku. Ten samý měsíc vyšlo rovněž album Steppenwolf od stejnojmenné kapely, které obsahovalo také píseň „Born to Be Wild“ zmiňující se o „heavy metalu“. V červnu t. r. se na světlo světa dostaly další dvě nahrávky, které se zapsaly do dějin: „Think about It“ od The Yardbirds (strana B jejich posledního singlu), kde kytarista Jimmy Page uvedl metalový zvuk, později ohromně populární; a horký kandidát na první heavymetalové album vůbec: In-A-Gadda-Da-Vida od Iron Butterfly se stejnojmennou 17minutovou titulní skladbou. V srpnu t. r. Beatles svým singlem „Revolution“ vytvořili nový standard pro zkreslení, používané při nejúspěšnějších hitech. The Jeff Beck Group, jejichž lídr předtím zastával místo kytaristy v The Yardbirds, vydali své debutové album toho samého měsíce: Truth obsahoval jedny z „nejžhavějších, nejostřejších, nejpřímočařejších humorných zvuků všech časů,“ čímž připravil půdu pro novou generaci metalových kytaristů. V říjnu debutovala živou nahrávkou Pageova nová kapela Led Zeppelin. V listopadu kapela Love Sculpture, kde byl kytaristou Dave Edmunds, vydala album Blues Helping, na kterém představila hřmotivou, agresivní verzi Chačaturjanovy písně „Šavlový tanec“. Beatlesácké tzv. Bílé album, které rovněž vyšlo v listopadu, obsahovalo „Helter Skelter“ – skladbu, která se stala jednou z nejhlučnějších písní vydanou takovou významnou kapelou.
V lednu 1969 Led Zeppelin vydali stejnojmenné debutové album, které se záhy umístilo na 10. místě v albovém žebříčku amerického hudebního týdeníku Billboard. V červenci se konal Atlanta Pop Festival, kde vystupoval Zeppelin a rovněž rockové trio Grand Funk Railroad inspirované skupinou Cream. Další Creamem inspirované seskupení – Leslie West – vydalo t. m. album Mountain, obsahující tvrdé blues-rockové kytary a vřeštivé vokály. V srpnu se tato skupina – mezitím přejmenována na Mountain – zúčastnila na Woodstocku, kde hrála víc než hodinu. Debutové album Grand Funk Railroad s názvem On Time vyšlo rovněž v srpnu. Na podzim zaznamenalo fenomenální úspěch Led Zeppelin II a singl „Whole Lotta Love“ se dostal na 4. příčku v žebříčku populární hudby časopisu Billboard. Metalová revoluce se právě začala.
Led Zeppelin definovali klíčové prvky nového žánru. Přispěli k tomu Pageova značně zkreslená kytarová hra a Plantovy dramatické, srdcervoucí vokály. Při konstituovaní žánru byli právě tak důležité i kapely, u kterých byl více v oblibě stabilnější, „ryzejší“ heavymetalový sound. Z tohoto pohledu byli klíčovými nahrávky od Black Sabbathu (Black Sabbath a Paranoid) a Deep Purple (Deep Purple in Rock). Black Sabbath vyvinuli mimořádně tvrdý sound. Zčásti má na tom zásluhu pracovní nehoda, která se přihodila Tonymu Iommimu v roku 1966. Jelikož nebyl schopný normální hry, musel přeladit svou kytaru, aby mu hra nezpůsobovala takovou bolest, a musel se spoléhat na silové akordy, kvůli jejich poměrně jednoduchému prstokladu. Deep Purple v prvních létech neměli vyhraněný styl, nicméně počnouc rokem 1969 se kapela, vedená vokalistou Ianem Gillanem a kytaristou Ritchiem Blackmorem, začala ubírat směrem k novovznikajícímu heavymetalovému stylu. V roku 1970 bodovali ve významných britských hitparádách Black Sabbath s písní „Paranoid“ a Deep Purple s „Black Night“. Také tři další britské kapely vydali toho roku své debutové alba, které se nesli v duchu heavy metalu: Very 'eavy… Very 'umble od Uriah Heep, UFO 1 od UFO a Sacrifice od Black Widow. I když jejich styl se obyčejně nepovažuje za heavy metal, Wishbone Ash zavedli do praxe styl dvou kytar – rytmické a sólové, čímž inspirovali mnohé budoucí metalové kapely. Okultní tematika a obrazotvornost kapel Black Sabbath, Uriah Heep a Black Widow měly rovněž podstatný vliv; Led Zeppelin začal klást důraz na podobné prvky od svého čtvrtého alba vydaného roku 1971.

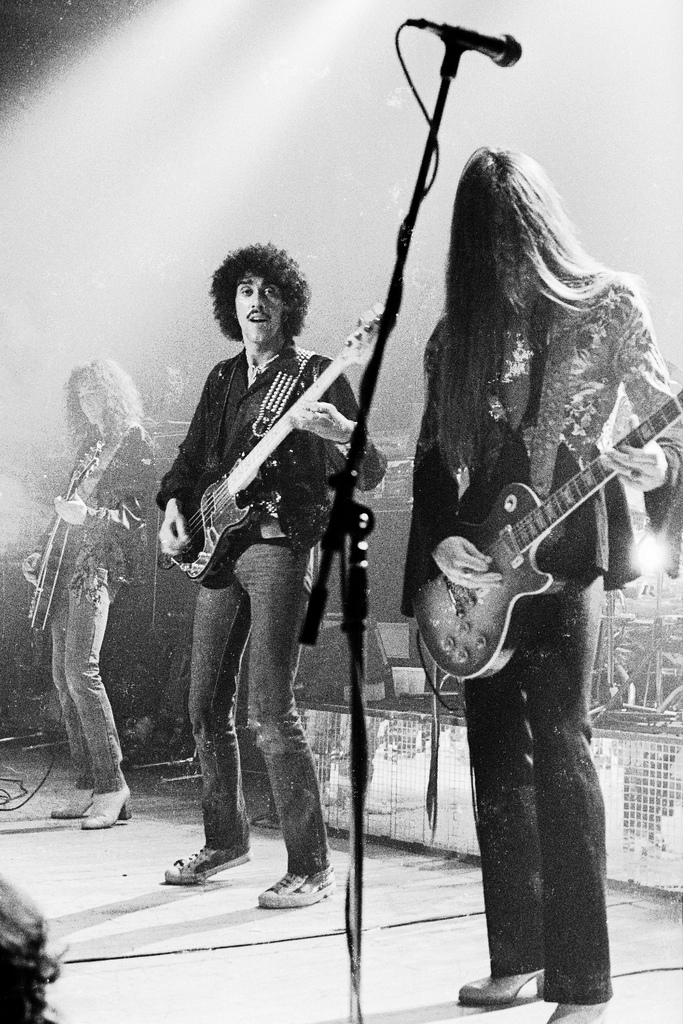
Brian Robertson, Phil Lynott, Scott Gorham z Thin Lizzy během Bad Reputation Tour, 24. listopadu 1977

Na druhém břehu Atlantiku určovala kurz Grand Funk Railroad, „komerčně nejúspěšnější americká heavymetalová kapela od roku 1970 až do svého rozpadu roku 1976 uvedla do praxe nový výraz, který byl v sedmdesátých letech synonymem úspěchu: soustavné koncertování.“ Dalšími metalovými kapelami z USA byly Dust (první deska 1971), Blue Öyster Cult (1972) a skupina Kiss (1974).
V Západním Německu debutovala roku 1972 albem Lonesome Crow kapela Scorpions.
Blackmore, jehož virtuozita se projevila na albu Deep Purple Machine Head (1972), opustil skupinu roku 1975 a založil kapelu Rainbow. Tyto kapely si získali přízeň publika neustálým koncertováním a svým stále se zlepšujícím šoumenstvím. Spornou otázkou zůstává, jestli tvorbu těchto a dalších průkopnických kapel možno považovat vskutku za „heavy metal“ nebo prostě jenom za „hard rock“. Ty, mající blíže k bluesovým kořenům či zakládající si na melodice v současnosti většinou spadají do druhé kategorie. Vynikajícím příkladem jsou AC/DC, kteří debutovali roku 1975 albem High Voltage. Encyklopedie Rolling Stone z roku 1983 píše o „australské heavymetalové kapele AC/DC…“ Rockový historik Clinton Walker tvrdí, že „nazývat AC/DC heavymetalovou kapelou bylo nepřesné v létech sedmdesátých a nic se na tom nezměnilo ani v současnosti… Jsou rokenrolovou kapelou, která zkrátka hraje tak tvrdě, jako se to vyžaduje v metalu.“ Nejedná se tu pouze o otázku definicí, ale rovněž o to, že je třeba jasně rozlišovat mezi samotným stylem, a tím, k čemu se hlásí fanoušci. Ian Christe píše jako se Ozzy Osbourne stal „mluvčím šílenosti rockových hvězd a získal naprostou oddanost heavymetalových zatracenců.“
Britská kapela Judas Priest, debutující albem Rocka Rolla roku 1974, je po Black Sabbath další kapelou, kterou je třeba brát do úvahy. Christe píše o Black Sabbath

„… nabídli posluchačům něco víc než tři akordy a dobrou show – ale jejich obecenstvo chtělo pátrat dál po zvucích s podobným účinkem. V polovině 70. let bylo možno metalovou estetiku vystopovat jako bájnou bestii v náladové base a složitých zdvojených kytarách Thin Lizzy, v jevištní stylizaci Alice Coopera, v excelující kytaře a pompézních vokálech Queenu a hřmotných středověkých námětech Rainbow. Potom ale, následujíce Sabbath, vyrazili z Birminghamu Judas Priest, aby tato rozličná nejsvětlejší místa hardrockové zvukové palety spojili a zesílili. Poprvé se z heavy metalu stal žánr sám o sobě.“

Navzdory tomu, že se ani jedno album Judas Priest až do 80. let nedostalo do žebříčku 40 nejlepších alb v USA, kapela bývá pokládána za následovníka sabbathovského heavy metalu. Používajíc dvě kytary, prudká tempa a čistší kovový zvuk bez bluesových vlivů, vytvořili standard, kterým se řídilo nesčetné množství budoucích skupin. Heavy metal sice získával stále větší popularitu, ale kritici tuto muziku neměli příliš v lásce. Nelíbilo se jim, že heavy metal převzal ze šoubyznysu různé obchodnické triky (vizuální stránka projevu apod.), přesto měli největší námitky k bezmyšlenkovitosti hudebního a textového pojímaní: v recenzi alba Black Sabbath, jež napsal počátkem 70. let přední hudební kritik Robert Christgau, se metal popisuje jako „pochmurný a dekadentní … nedůvtipné, nestydaté ožebračování.“

### Střední proud: konec 70. let a začátek 80. let

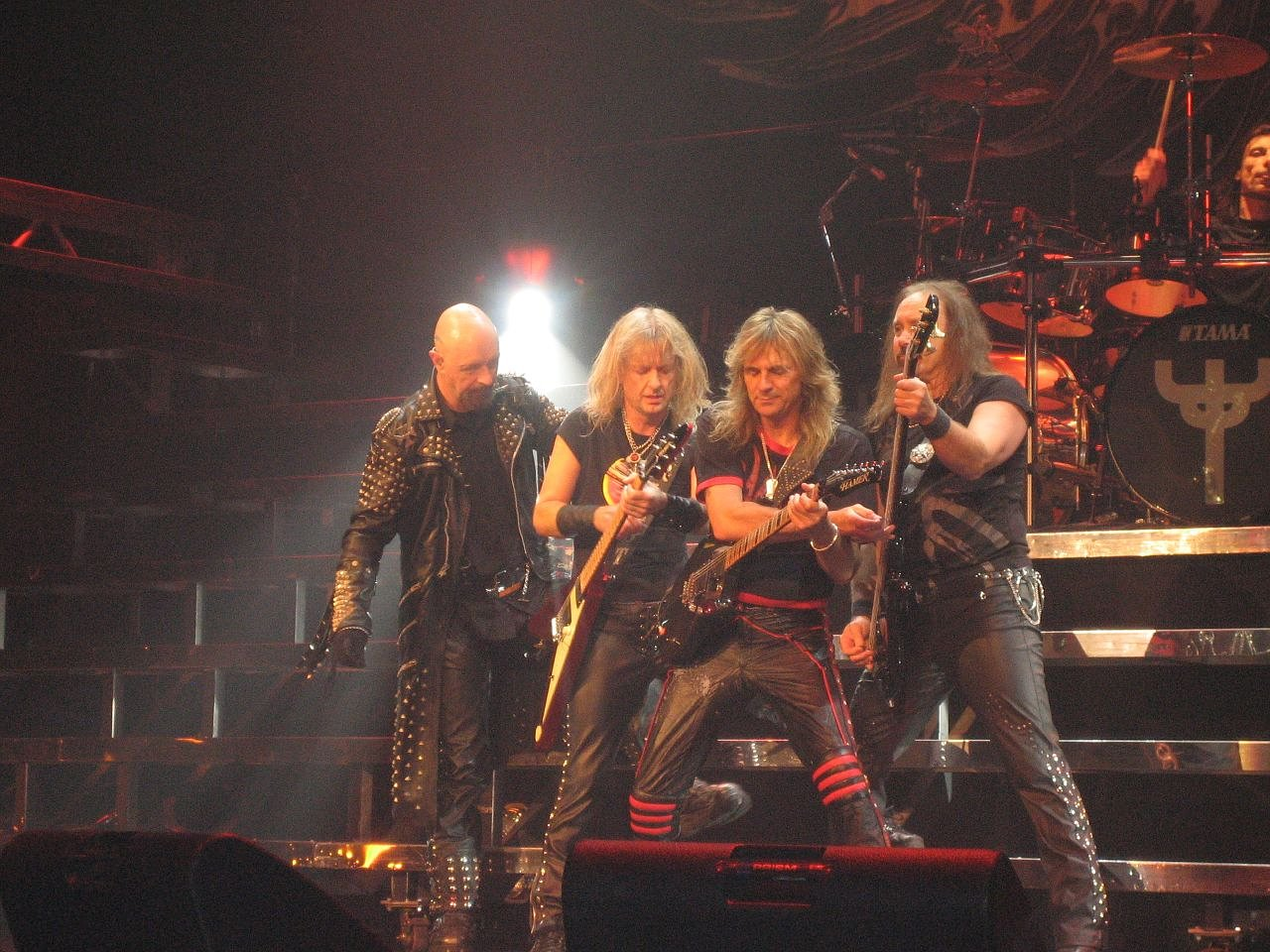
Skupina Judas Priest v roce 2005.

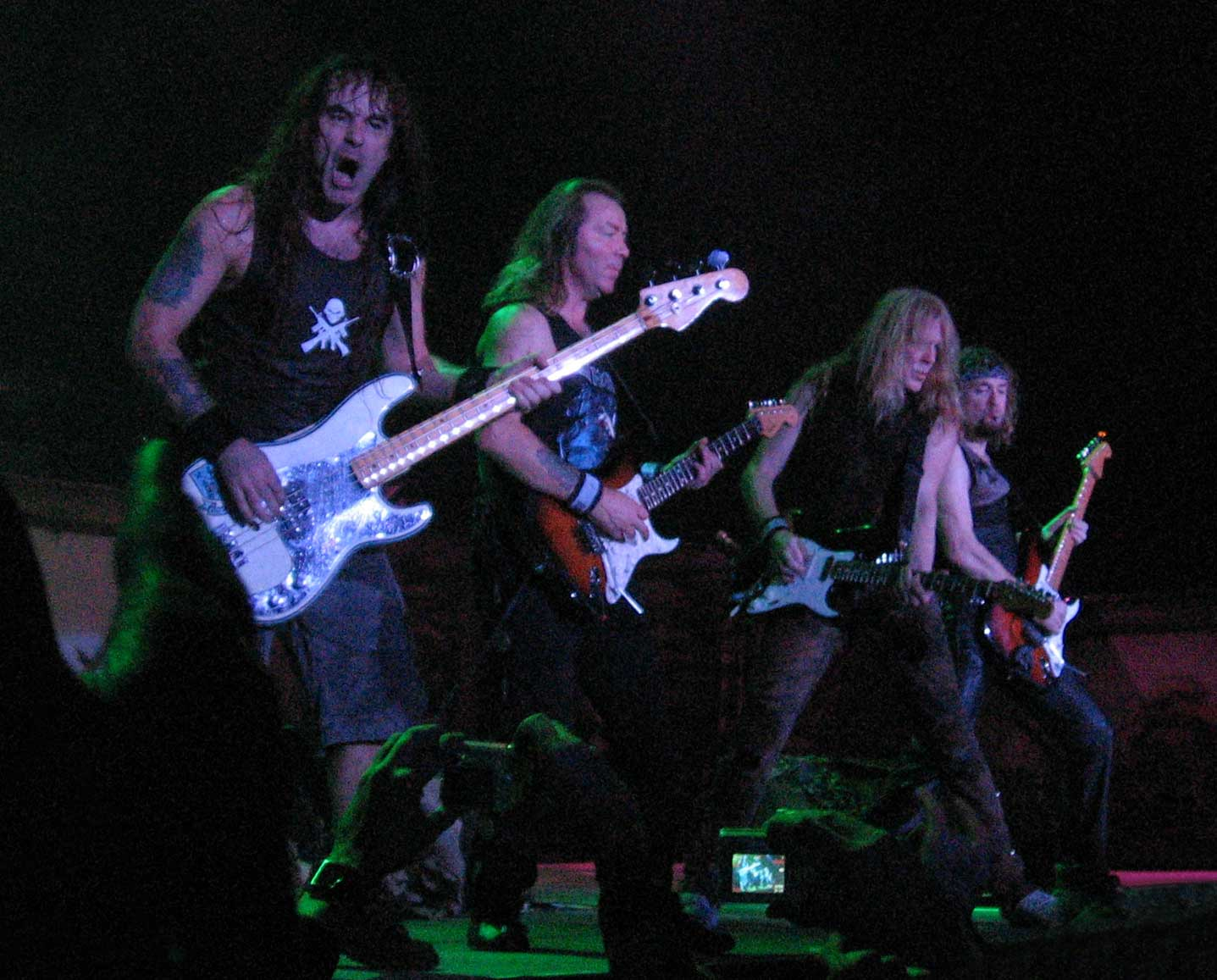
Iron Maiden patřili mezi přední představitele Nové vlny britského heavy metalu, inspirované punk rockem.

V polovině 70. let se objevil punk rock, který se vyvinul jako reakce jednak na moderní měšťáckou společnost, jednak na rokenrol jakoby vyrobený na montážní lince (a tedy i heavy metal) těch dob. Koncem 70. let prodej heavymetalových nahrávek prudce klesl, především na úkor punku, disca a komerčního rocku. Jelikož významná vydavatelství se orientovala na punk, množství novějších britských heavymetalových kapel nacházelo inspiraci právě v agresivitě, energickém zvuku, v nízké zvukové kvalitě a v postoji „udělej si sám“ (zkráceně DIY „do it yourself“). Undergroundové metalové kapely se rozhodly vzít všechno do vlastních rukou a založit nezávislá specializovaná vydavatelství. Jak se hnutí šířilo, zavedené britské hudební týdeníky jako Sounds a New Musical Express začaly jevit zájem o metalové kapely. Geoff Burton, který psal pro Sounds, zpopularizoval termín „New Wave of British Heavy Metal“, který se obvykle zkracoval do akronymu NWOBHM. Kapely NWOBHM Iron Maiden, Motörhead, Saxon, Diamond Head a Def Leppard daly heavy metalu nový dech. Následujíc příklad Judas Priest zhutnily zvuk, omezily bluesové vlivy a potrpěly si více na rychlé tempa. Roku 1980 se alba Iron Maiden, Motörhead a Saxon dostaly do první desítky nejlepších britských alb, čímž NWOBHM pronikla do středního proudu. O rok později se Motörhead stali první kapelou z onoho hnutí, která se, se svým albem No Sleep 'til Hammersmith, dostala na vrchol britských žebříčků. Další kapely NWOBHM, např. Diamond Head a Venom, měly rovněž nemalou zásluhu na vývoji metalu, i když nedosáhly takový komerční úspěch.
Prvá generace metalových kapel se pomalu vytrácela ze scény. Deep Purple se rozpadli zanedlouho poté, co Blackmore roku 1975 opustil kapelu, a Led Zeppelin skončili roku 1980. Losangeleští Van Halen, kteří předskakovali na koncertě Black Sabbath, strhávali pozornost na úkor stárnoucích muzikantů. Eddie Van Halen se stal jedním z nejoslnivějších metalových virtuózů onoho období. Podle Christeho „jeho technika hry na kytaru byla dokonalá a parádní sóla jako ‚Eruption‘ vynesla heavymetalovou kytaru na úplný vrchol“. Mezi pověstné virtuózy se zařadili rovněž muzikanti Randy Rhoads a Yngwie Malmsteen, jejichž jména se spájejí se stylem v současnosti známém jako „neoklasický metal“. Na čele interpretů inspirovaných klasickou hudbou byli Blackmore a člen Scorpions Uli Jon Roth. Tato nová generace měla v oblibě používání klasicistických kytar s nylonovými strunami – činil tak například Rhoads v písni „Dee“ na nahrávce Blizzard of Ozz (1980), debutovém albu bývalého zpěváka Black Sabbath Ozzyho Osbourna.
V druhé polovině 70. let se metalová scéna, povzbuzená úspěchem Van Halenovců, počala rozvíjet v jižní Kalifornii, především v oblasti Los Angeles. V klubech na Sunset Strip v Los Angeles mají kořeny kapely jako Quiet Riot, Ratt, Mötley Crüe a W.A.S.P., které se nechaly inspirovat tradičním heavy metalem počátku 70. let a od glamrockových seskupení typu Alice Cooper a Kiss si vypůjčily divadelní prvky (a občas též oblibu líčení). Glam metal se vyznačuje hédonistickými texty a živelným chováním. Po hudební stránce ho charakterizují rychlé kytarové sóla, hymnické refrény a melodičnost víceméně inspirovaná popem. Glammetalové hnutí se, spolu s kapelami typu Twisted Sister, stalo hlavní sílou v metalu a rockové hudbě jako takové.
Po úspěchu NWOBHM a po přelomovém albu Judas Priest British Steel (1980) se na počátku 80. let heavy metal stával stále oblíbenější. Přítomnost na MTV měla obrovský vliv na propagaci hudebních skupin a v mnohých případech pomohla znásobit prodej nahrávek. Videoklipy Def Leppard k albu Pyromania (1983) udělaly z kapely hvězdy první kategorie a Quiet Riot se stali první tamější heavymetalovou kapelou, které se podařilo dostat na vrchol žebříčku Billboard s písní Metal Health (1983). Neméně důležitým při rozšiřovaní posluchačské základny se ukázal „US Festival“ konaný v Kalifornii roku 1983. Na tomto třídenním festivalu byl jeden den věnovaný čistě jenom heavymetalovému žánru, který tu zastupovali Ozzy Osbourne, Van Halen, Scorpions, Mötley Crüe, Judas Priest a jiní, a kterému se podařilo přitáhnout největší pozornost publika. Mezi roky 1983 a 1984 vzrostla prodejnost heavymetalových nahrávek z 8 na 20 procent všech nahrávek prodaných v USA. Vícero popředních odborných časopisů zasvěcených žánru začalo svou činnost. Patřili k nim například Kerrang! (založený 1981) a Metal Hammer (1984). Roku 1985 Billboard vyhlásil, že „metal rozšířil svou diváckou základnu. Metalová muzika už není výhradní doménou výrostků mužského pohlaví. Metalové posluchačstvo se rozšířilo o starší (vysokoškoláky), mladší (mladší žáky) a ženy.“
V polovině 80. let měl největší zastoupení v žebříčcích, hudebních televizích a na koncertních šňůrách glam metal. K hlavním představitelům patří skupiny Warrant z L.A., skupiny z východního pobřeží jako Poison, Cinderella, či neméně oblíbené kapely Mötley Crüe a Ratt. Stylistickou mezeru mezi hard rockem a glam metalem zaplnila skupina Bon Jovi z New Jersey, která dosáhla nesmírnou popularitu díky svému třetímu albu Slippery When Wet (1986). V roku 1987 začala MTV vysílat pořad Headbanger's Ball, zasvěcený výlučně heavymetalovým videoklipům. Metalová komunita se rozdělila na dva hlavní tábory, na příznivce komerčního zvuku a na přívržence undergroundu pohrdajících populárním stylem, kterému přezdívali „lite metal“ nebo „hair metal.“
Skupině Guns N' Roses se podařilo získat pozornost fanoušků různých stylů. Na rozdíl od glammetalových kapel té doby byli omnoho surovější a jízlivější. Po nesmírném úspěchu jejich debutové desky Appetite for Destruction (1987) „se skupina Guns N' Roses stala cílem, na který se zaměřil všechen další metal po následující dekádu.“ Rok nato se z té samé losangeleské hardrockové klubové scény vynořila kapela Jane's Addiction s debutem Nothing's Shocking. Časopis Rolling Stone vyhlásil, že „Jane's Addiction jsou právoplatným dědicem odkazu Led Zeppelin, neboť žádná kapela jim doposud nebyla tak věrná.“ Byla jednou z prvních kapel spájených z „alternativním metalem“, který se dostal do popředí během 90. let. Popularitu glam metalu mezičasem udržovaly nové kapely jako newyorští Winger anebo Skid Row z New Jersey.

### Metal v uměleckém podzemí: od 80. let
Během 80. let se vyvinula spousta heavymetalových stylů mimo komerčního středního proudu. Mapování spletitého světa undergroundového metalu se věnovala řada lidí, v první řade editoři hudebního serveru Allmusic a taktéž kritik Garry Sharpe-Young. V Sharpe-Youngové několikasvazkové encyklopedii je metal rozdělený do pěti hlavních kategorií: thrash metal, death metal, black metal, power metal, plus spříbuzněné styly doom a gothic metal.

#### Thrash metal

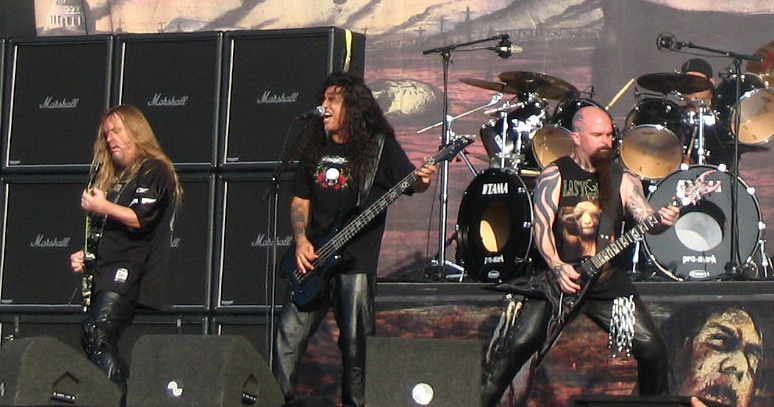
Slayer patřili mezi nejosobitější a nejvlivnější thrashmetalové kapely 80. let.

Thrash metal se zrodil počátkem 80. let. Podobně jako jeho nejbližší příbuzný – speed metal – rovněž thrash vykazuje velký vliv hardcore punku a Nové vlny britského heavy metalu. Nejvýznamnější scéna v Spojených státech, odkud thrash pochází, se nacházela v oblasti sanfranciského zálivu. Thrashové kapely vyvinuly nový sound, který se vyznačoval větší rychlostí a agresivitou v porovnání s původním heavy metalem, i v porovnání s jeho následovníkem – glam metalem. Většinou se tu prolínají nízké kytarové riffy s hlavní shredovou kytarou. Texty převážně rozebírají nihilistický náhled na svět, anebo se zabývají společenskými problémy, využívajíc při tom drsný, neslušný jazyk. Charakterizovali jej slovními spojeními jako „zkažená městská muzika“ či „bělošský bratranec rapu“.
Thrash zpopularizovala tzv. „Velká thrashová čtyřka“: Anthrax, Megadeth, Metallica a Slayer. Kreator, Sodom a Destruction, tři německé kapely, nejvíce přispěly k tomu, že se tenhle styl dostal do Evropy. Neméně důležité byly také kapely Testament ze San Franciska, Exodus z New Jersey a brazilská Sepultura. Třebaže thrash pochází z undergroundu (a v prvních deseti letech byl více-méně jen undergroundovým fenoménem), některým skupinám se podařilo získat rovněž komerční publikum. Metallice se roku 1986 podařilo dostat mezi 40 nejlepších alb v hitparádě Billboard s albem Master of Puppets a dva roky nato s albem …And Justice for All dobyla šesté místo; alba kapel Megadeth a Anthrax měli rovněž alba na vrcholu žebříčku.
Slayer si sice nevydobyli takovou popularitu jako zbytek Velké čtyřky, ale navzdory tomu vydali jeden ze směrodajných alb žánru: časopis Kerrang! označil album Reign in Blood (1986) za „nejtvrdší album všech časů.“ Dvě desetiletí nato jej zas magazín Metal Hammer vyhlásil za nejlepší album za posledních dvacet let. Slayer si získal, na svou škodu, posluchačstvo z radů krajně pravicových skinheadů, poněvadž se ve svých textech zabývá násilím a nacizmem. Začátkem 90. let thrash dosáhl nevídaný úspěch, čímž dal novou tvář komerčnímu metalu. „Černé album“ od Metallicy se umístilo na prvním místě v žebříčku Billboard, Countdown to Extinction od Megadeth (1992) na druhém, Anthrax a Slayer se dostaly do první desítky, a alba lokálních kapel jako Testament a Sepultura se dostaly do první stovky.

#### Death metal

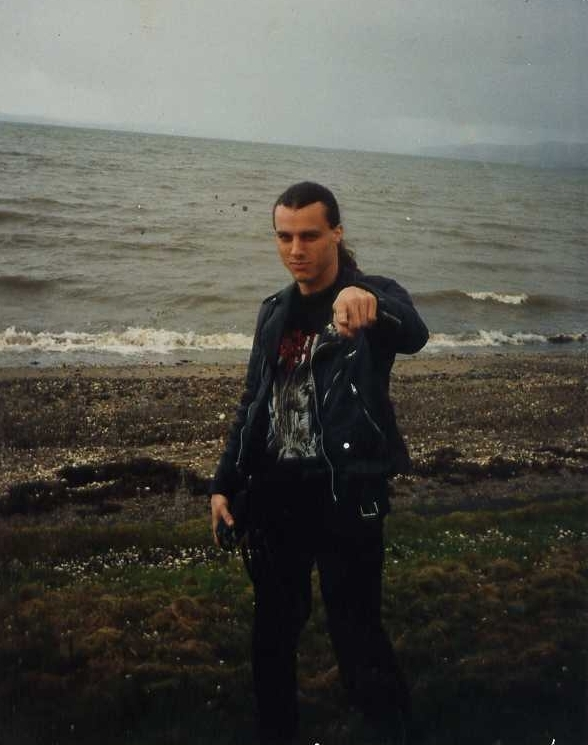
Chuck Schuldiner z kapely Death, „všeobecně považovaný za otce death metalu“

Thrash se záhy začal vyvíjet a vyčlenily se z něj extrémnější metalové styly. Jak tvrdí MTV News, „muzika kapely Slayer byla přímo odpovědná za vzestup death metalu“. Venom, kapela z NWOBHM, měla taktéž zásluhu na rozvoji stylu. Rouhání se a satanizmus, prvky uplatňované u podobných kapel, si našly místo také v severoamerických i evropských deathmetalových kapelách. K prvotním skupinám stylu patří floridští Death a kalifornští Possessed. Říká se, že označení „death metal“ pochází od těchto kapel; Possessed vydali roku 1984 demo Death Metal a na jejich debutovém albu Seven Churches (1985) se objevila skladba s názvem „Death Metal“.
Death metal zužitkoval rychlost a agresivitu thrashe i hardcoru, k tomu přidal texty inspirované nízkorozpočtovými hororovými filmy „zetkové“ kategorie a satanismem. Zpěv se vyznačuje ponurostí, hrdelností a hlubokým ječením, „smrtelným skřípotem“ a jinými nezvyklými technikami. Hluboký, agresivní vokální styl doplňují podladěné, mimořádně zkreslené kytary, neuvěřitelně rychlé bicí (obyčejně dvojpedálové) a mohutná „zvuková stěna“ vytvořená z blast beatů. Příznačné jsou rovněž frekventované změny tempa a taktu, a synkopa.
Death metal, podobně jako thrash, odmítá vyumělkovanost původních metalových stylů a namísto toho si potrpí na všední styl odívání: roztrhané džíny a tuctové kožené bundy. Jednou z mála výjimek je Glen Benton z kapely Deicide, který mívá při vystoupeních obrácený kříž na čele a nosívá brnění. Morbid Angel si přisvojili neofašistickou symboliku. Tyto dvě kapely, spolu s Death a Obituary, patří mezi nejvýznamnější skupiny na hlavní deathmetalové scéně, která povstala na Floridě v polovině 80. let. V Spojeném království se z anarcho-punkového hnutí vyčlenil podobný styl zvaný grindcore, zastupovaný skupinami jako Napalm Death a Extreme Noise Terror. Počala se rovněž rozvíjet rozsáhlá skandinávská deathmetalová scéna, reprezentovaná kapelami Entombed a Dismember. Mimo toho se zrodil melodický death metal, kde mezi čelné představitele patří Švédové In Flames a Dark Tranquillity a Finové Children of Bodom a Kalmah.

#### Black metal
První vlna black metalu se objevila v první polovině 80. let, kdy začaly tento styl hrát kapely jako Venom (Velká Británie), Mercyful Fate (Dánsko), Hellhammer a Celtic Frost (Švýcarsko), a Bathory (Švédsko). Koncem 80. let stály na čele druhé vlny skupiny jako Master's Hammer, Root (obě Československo), Mayhem, Burzum, Darkthrone, Emperor a mnohé další. Pro black metal je sice specifická různorodost stylu a kvality provedení, přesto má většina skupin několik společných rysů: vřeštivé a/nebo krákoravé vokály, velice zkreslené kytary využívající tremolování (tremolo picking), „temnou atmosféru“ a záměrně nekvalitní zvuk s okolními ruchy a šumy. Navzdory tomu, že tematika satanismu má v black metalu velké zastoupení, mnohé kapely se nechaly inspirovat rovněž středověkým pohanstvím, čímž podporovaly návrat k předkřesťanským hodnotám. Mnohé blackmetalové skupiny rovněž „experimentují s prvky všech myslitelných forem metalu, folku, elektroniky a avantgardy.“ Bubeník Fenriz ze skupiny Darkthrone vysvětluje, že „je to o produkci, textech, o tom jak se oblékají a o závazku udělat odporný, surový, ponurý materiál. Nespájel je společný sound.“

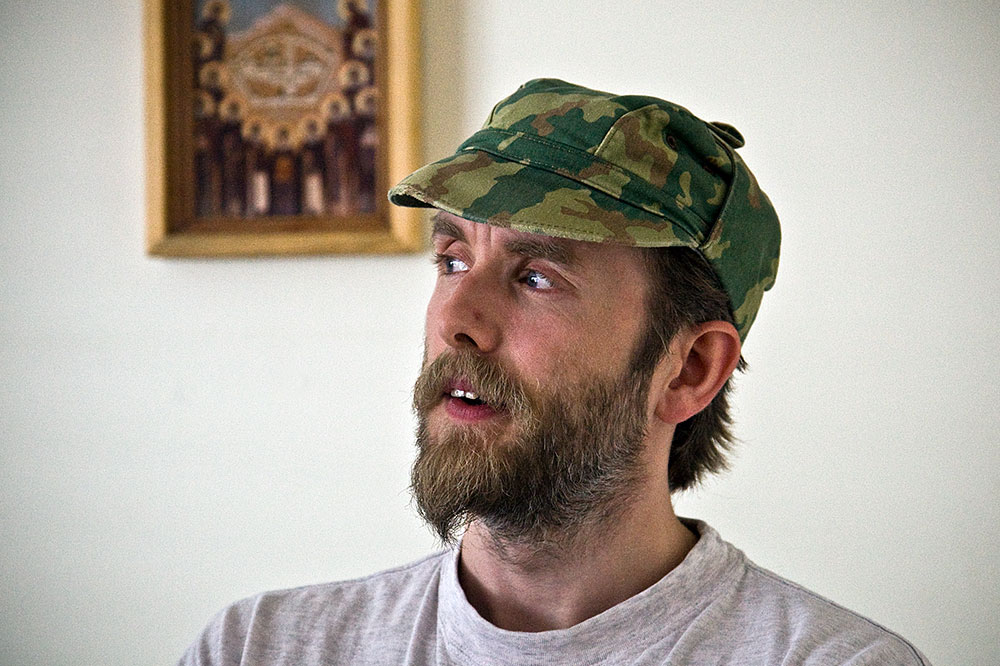
Varg Vikernes ze skupiny Burzum byl v roce 1994 usvedčený z vraždy kytaristy Euronyma z Mayhem.

Především mezi skandinávskými skupinami jako Mayhem či Immortal začal být v 90. let populární tzv. „corpse paint“, čili „mrtvolní líčení“, kdy se členové skupiny líčili jako mrtvoly, lebky nebo duchové. Bathory položili základ pro viking metal, pagan metal i folk metal, a díky Immortal si větší pozornost získaly blast beaty. Na začátku 90. let měli blackmetaloví vandalové v Norsku na svědomí značné násilnosti. Někteří členové norských band, např. Mayhem, Burzum apod., byli zakladateli spolku Inner Circle, který je odpovědný za vypálení množství tamějších dřevěných kostelů. Narůstající zájem o death metal způsobil, že black metal si začal získávat podporu skandinávského metalového undergroundu, zprvu v Norsku, i přes odmítavé postoje ze strany samotných blackmetalistů. Zpěvák skupiny Gorgoroth Gaahl říká: „black metal se nikdy nepokoušel získat fanoušky… Měli jsme společného nepřítele, a to křesťanství, socialismus, a vlastně cokoliv společné s demokracií.“
Asi od roku 1992 se postupně začínaly vytvářet blackmetalové scény i v zemích mimo Skandinávii, např. v Německu, Francii nebo Polsku. Násilí této scény zasáhlo své vlastní základy brzy ráno 10. srpna 1993, když zakladatele skupiny Mayhem Euronyma, ubodal k smrti Varg Vikernes ze skupiny Burzum (který předtím pro Mayhem nahrával basovou linku na jejich debutovém albu); tento případ si získal značnou pozornost médií. V polovině 90. let, kdy mnozí lidé ze scény začali pociťovat stagnaci žánru, některé prominentní kapely jako Burzum či Beherit začaly začleňovat do své tvorby prvky ambientu, nebo symfonického metalu (Tiamat, Samael). Norská skupina Dimmu Borgir přiblížila koncem 90. let black metal blíže k střednímu proudu populární hudby. Zásluhu na zpopularizovaní žánru mají rovněž Angličané Cradle of Filth, časopisem Metal Hammer prohlášeni za nejúspěšnější metalovou kapelu od dob Iron Maiden. V současnosti patří mezi miláčky kritiky švédští tradicionalisté Watain, francouzští experimentátoři Deathspell Omega, a americká jednočlenná kapela Xasthur.

#### Power metal

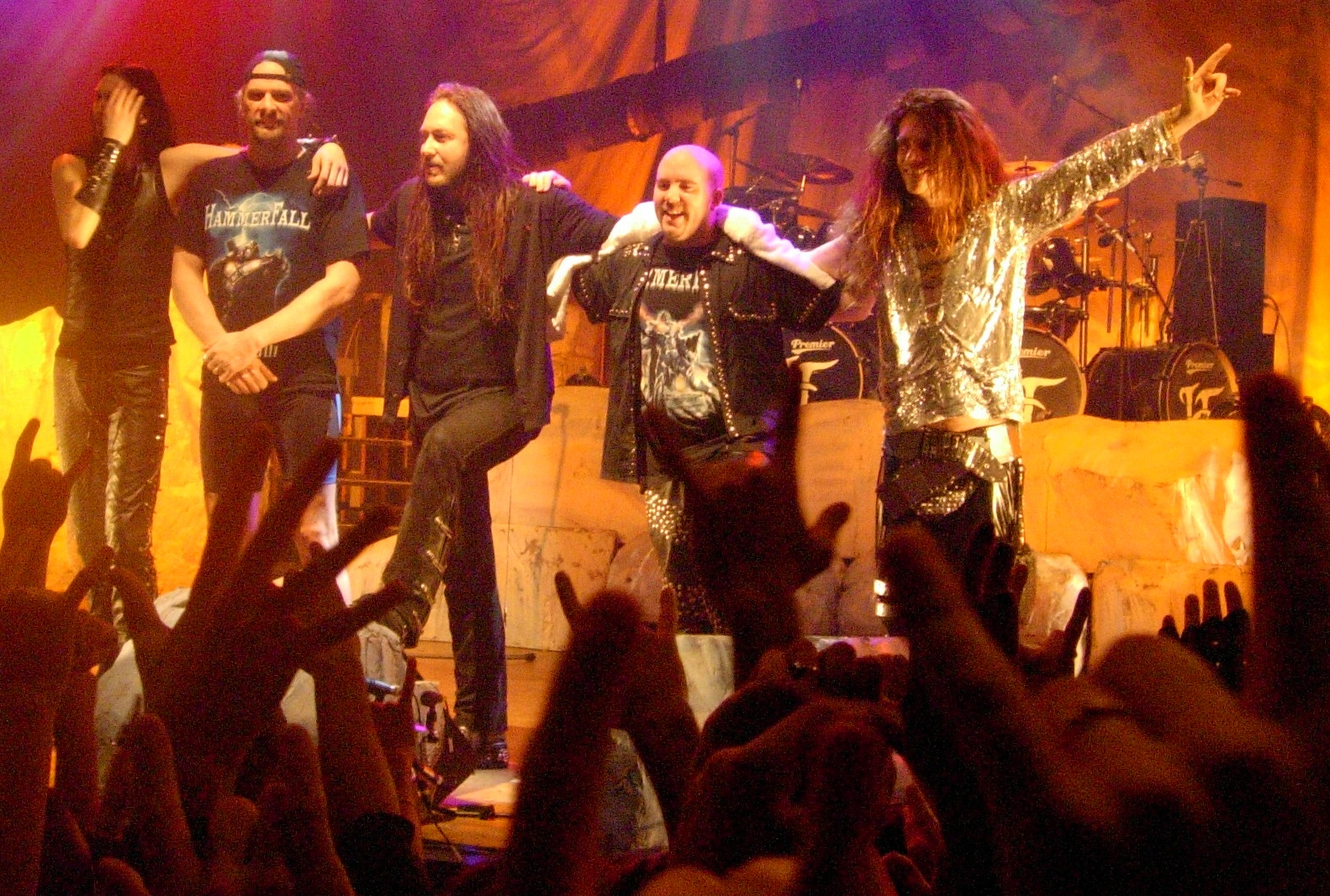
HammerFall po absolvování koncertu v italském Miláně roku 2005.

Powermetalová scéna vznikla v 90. letech na protest proti příkrosti death a black metalu. Navzdory tomu, že v Severní Americe se power metal držel víceméně v undergroundu, v Evropě, Japonsku a v Jižní Americe se těšil obrovské oblibě. V power metalu stojí na prvním místě vzletné vokály, epická melodika a tematika, které „apelují na posluchačův smysl pro udatnost a krásu.“ Základy tohoto soundu položila v polovině 80. let německá skupina Helloween, která skloubila power riffy, melodiku, vysoký, „čistý“ zpěv kapel jako Judas Priest a Iron Maiden, s rychlostí a energií thrashe, „vytvářeje tak zvuk, který dnes poznáme pod jménem power metal.“ V USA patřily mezi průkopníky stylu newyorské skupiny Manowar a Virgin Steele. Fošna Rising Force od Yngwieho Malmsteena měla nemalou zásluhu na zpopularizování pekelně rychlého kytarového stylu známého jako „shredding“, a jeho přičiněním se rovněž ujal metal s prvky klasické hudby. Tato zdokonalení měla velký vliv na power metal.
Sound tradičnějších powermetalistů, jako jsou HammerFall ze Švédska, DragonForce z Anglie a Iced Earth z Floridy, je spjatý s klasickým stylem NWOBHM. Mnohé powermetalové skupiny používají klávesisty, někdy též spolupracují se symfonickými orchestry či opěrnými zpěváky a zpěvačkami, čímž dodávají této hudbě „symfonický“ ráz. K takovým kapelám patří Kamelot z Floridy, Nightwish z Finska, Rhapsody of Fire z Itálie, Stratovarius z Finska a Catharsis z Ruska. Power metal má silnou diváckou základnu jednak v Japonsku, jednak v Jižní Americe, kde se těší popularitě skupiny jako Angra z Brazílie či Rata Blanca z Argentiny.
Blízkým příbuzným power metalu je progresivní metal, který si osvojil komplexní kompoziční přístup skupin jako Rush nebo King Crimson. Průkopníky tohoto stylu jsou americké kapely Queensrÿche, Fates Warning a Dream Theater. K představitelům fúze power a prog-metalu patří Symphony X z New Jersey, jejíchž kytarista Michael Romeo je jedním z nejuznávanějších shred kytaristů poslední doby.

#### Doom a gothic metal
Jakožto pomalu se pohybující protiklad typického heavy metalu se v polovině 80. let zrodila nová metalová odnož – doom metal – udržovaná naživu kapelami jako Saint Vitus, The Obsessed, Trouble či Candlemass. Po hudební i textové stránce vychází převážně z rané tvorby Black Sabbath a jejich současníků Blue Cheer, Pentagram a Black Widow. Doom a jeho odnože pomohla definovat rovněž skupina The Melvins. Zatímco většina heavymetalových stylů preferuje rychlejší tempa a technickou dokonalost, doom metal se vyznačuje pomalejším tempem, hutnými tóny, ponurostí, melancholií, stejně jako atmosféričností, využívanou však i v jiných metalových odnožích.
Debutové album anglické skupiny Cathedral nazvané Forest of Equilibrium (1991) pomohlo vyvolat novou doommetalovou vlnu. Skupiny Paradise Lost, My Dying Bride, Anathema a jejich směs doom a death metalu mají zásluhu na rozvoji evropského gothic metalu, zastupovaného např. norskými kapelami Theatre of Tragedy a Tristania, a který využívá různé druhy zpěvu a vícero zpěváků či zpěvaček. V USA uvedli tento styl Newyorčané Type O Negative. Gothicmetalové skupiny, především Therion ze Švédska, přimíchávali do své tvorby orchestrální prvky. Následkem toho se vytvořilo podhoubí, ze kterého vzešli symfometalové skupiny jako Virgin Black z Austrálie, Nightwish z Finska, či Within Temptation a After Forever z Nizozemska.
Koncem 80. let se na metalové scéně objevila nová odnož jménem sludge metal, která mísila dohromady hardcore a doom. V New Orleans, kde se nacházela nejvýznamnější scéna, patřily mezi vedoucí kapely Eyehategod a Crowbar. Na samém počátku následujícího desetiletí vyvolaly kalifornské kapely Kyuss a Sleep, inspirované staršími doommetalovými kapelami, vlnu stoner metalu, zatímco v Seattlu skupina Earth pomohla vytvořit další doomovou odnož zvanou drone metal. Konec 90. let se nesl v znamení nových kapel, jako např. Goatsnake (klasický stoner/doom) a Sunn O))) (směs doom/drone metalu a dark ambientu), obě pocházející z oblasti Los Angeles. New York Times přirovnal jejich tvorbu k „indickému raga v ohnisku zemětřesení“.

### Nové fúze: 90. léta a první dekáda 21. století

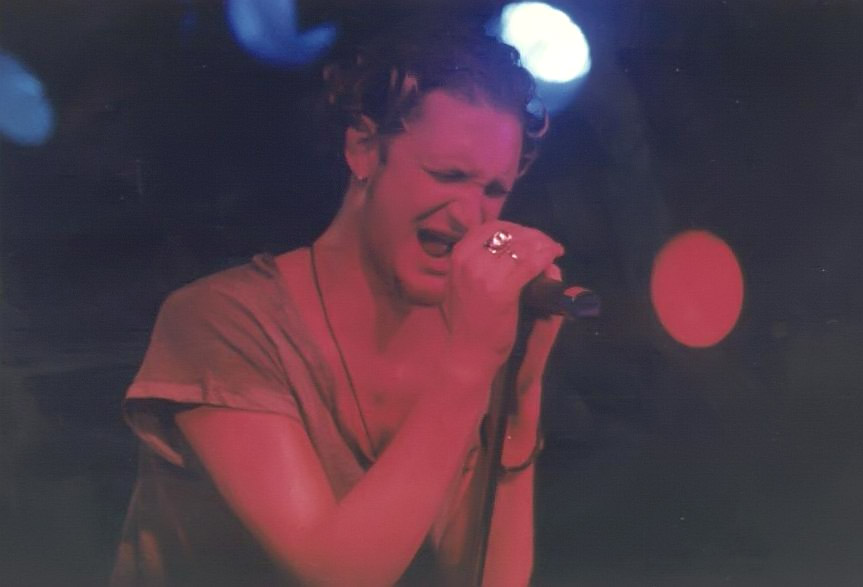
Nyní již nestárnoucí zpěvák a kytarista Layne Staley ze skupiny Alice in Chains, která patřila mezi nejpopulárnější v alternativním metalu.

Na počátku 90. let začaly grungové kapely na čele s Nirvanou vytlačovat komerční metal do ústraní, čímž se vytvářel prostor pro nástup alternativního rocku. Grunge byl sice ovlivněný heavymetalovým soundem, avšak odmítal výstřelky komerčních metalistů, jejich „okázalá virtuózní sóla“ nebo dychtivost po účinkování na MTV.
Obliba glam metalu klesala nejenom následkem úspěchu grungových skupin, ale rovněž zásluhou narůstající popularity Metallicou a thrashem ovlivněného groove metalu, jejž vytvořily kapely Pantera a White Zombie. Některým novým skupinám se podařilo dosáhnout komerční úspěch; např. album Far Beyond Driven od Pantery bodovalo roku 1994 v žebříčku Billboard, avšak „v bezvýrazných očích mainstreamu byl metal již po smrti.“ Některé kapely se snažily přizpůsobit novým podmínkám. V roku 1996 vystupovala na festivalu Lollapalooza skupina Metallica, jejíž členové si nechali předtím ostříhat vlasy. Není divu, že po tomto kroku „se dostavily již delší dobu se hromadící reakce a odklon publika.“ Avšak nemožno popřít fakt, že „koncem 90. let byla Metallica pravděpodobně nejpopulárnější moderní rockovou skupinou na světě.“
Podobně jako Jane’s Addiction, stejně tak i mnohé jiné populární hudební skupiny 90. let, mající kořeny v heavy metalu, spadají do nesourodého hudebního směru nazývaného „alternativní metal“. Za tímto názvem se skrývá široké spektrum kapel, které vnášely do metalu prvky mnohých jiných hudebních stylů. Pod pojem „alternativní metal“ se zahrnuje rovněž grungová kapela Alice in Chains, či různé cross-overové kapely, např.: Faith No More (alternativní rock s prvky punku, funku, metalu a hip hopu), Primus (prvky funku, punku, thrash metalu a experimentální hudby), Tool (metal smíchaný s progresivním rockem), Ministry (metal plus industriální hudba), Marilyn Manson (ubíral se podobným směrem, avšak mimoto využíval šokový efekt zpopularizovaný Alicem Cooperem). V první polovině 90. let se začala také formovat další významná kapela, která hrála styl industrální metal, a to německá skupina Rammstein. V dnešní době patří mezi nejvíce populární evropské heavy metalové kapely. Přestože alternativní metalisté nevytvářeli jednolitou scénu, spájela je ochota experimentovat s metalem, a stejně tak odpor k nafintěnému glam metalu (což neplatí o Marylin Manson a White Zombie, kteří jsou rovněž spájení s alternativním metalem). Slátanina stylů a soundů reprezentovala „barvitý výsledek metalu a spolu s ním stanuly tváří v tvář okolnímu světu.“
V první polovině 90. let se najednou začalo hovořit o oživení metalu v USA, vycházejícím z vlny alternativního metalu. Vznikly kapely jako P.O.D. – vz. 1992, Korn – (Tato skupina vytvořila nu metal v roce 1993, kdy vznikla), Papa Roach – vz. 1993, Limp Bizkit – vz. 1994, Slipknot – vz. 1993 a Linkin Park – vz. 1996, kterým se začalo přezdívat „nu metal“, daly dohromady nový hudební styl, který se kolébal mezi rytmy death metalu, funku a hip hopu. Směs surových kytar s hutným zvukem, rapových vokálů a zvukových triků dokázala, že se „všekulturní metal může vyplatit.“ K tomu, že si nu metal získal přízeň komerčního publika, dopomohly především dvě skutečnosti: přítomnost na MTV a putovní festival Ozzyho Osbourna „Ozzfest“, poprvé uvedený roku 1996, díky kterému se začalo mezi novináři mluvit o obrodě heavy metalu. V roce 1996 vyšlo album Life Is Peachy od Korn, aby se vzápětí stalo prvním numetalovým albem, kterému se podařilo dostat do hitparády top 10. Dva roky nato se jejich další studiový počin Follow the Leader umístil dokonce na prvním místě. V roce 1999 Billboard uvedl, že v USA je přes 500 specializovaných metalových rozhlasových pořadů, což je téměř trojnásobek ve srovnání s rokem 1989. Navzdory obrovské popularitě nu metalu, metalisté ho nedokázali v plné míře uznat. Někdy okolo roku 2003 nu metal a jemu spřízněné styly dosáhly vrchol popularity a postupně se začaly vytrácet do pozadí, ačkoliv si některé skupiny, např. System of a Down, nadále udržovaly značný vliv.

### Nejnovější trendy: polovina 1. dekády 21. století

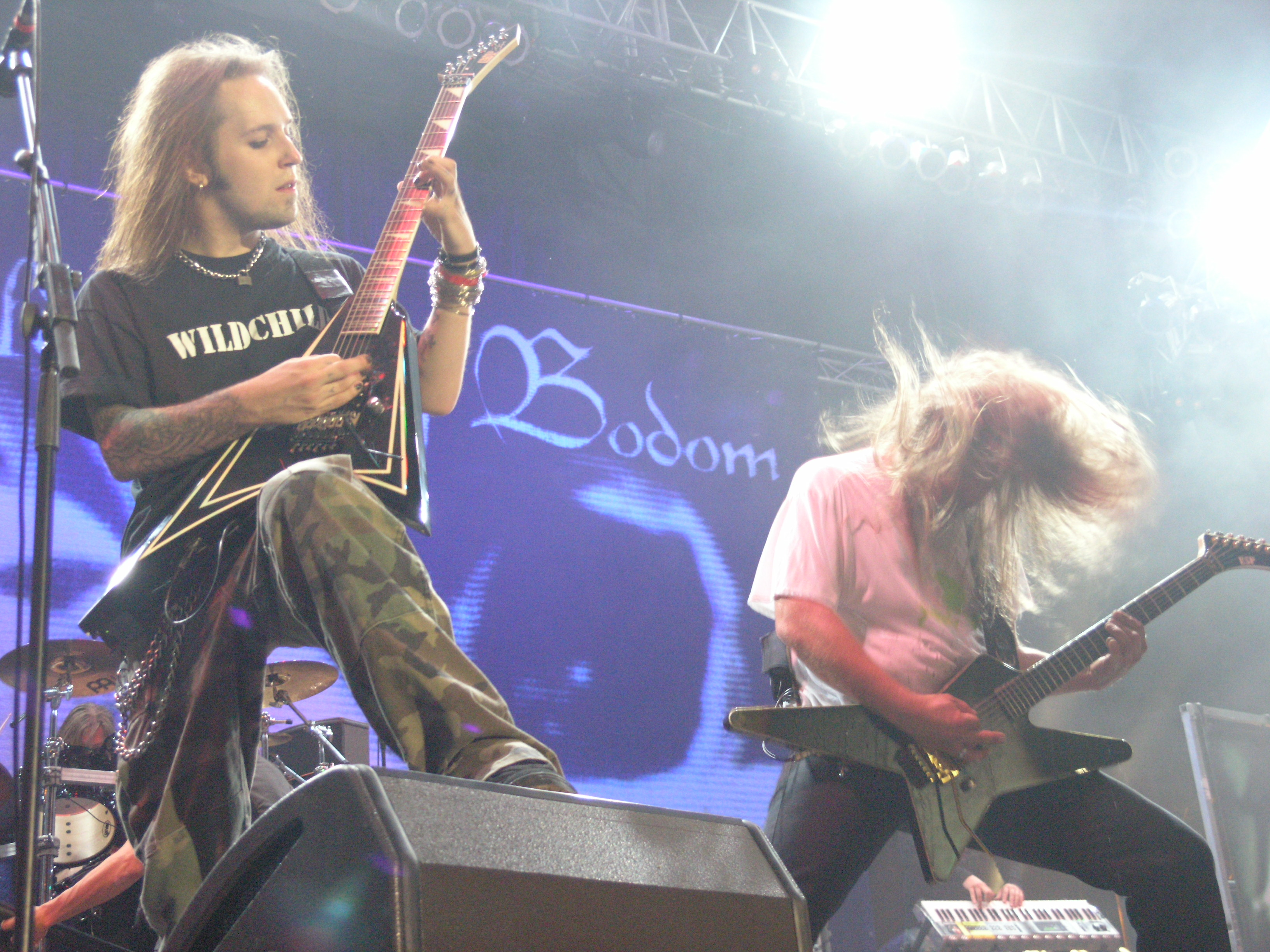
Children of Bodom živě na festivalu Masters of Rock v roce 2007

V letech 2002–3 se do popředí dostal nový styl zvaný metalcore, směs thrash metalu, melodického death metalu a hardcoreu. Kořeny má v stylu crossover thrash, který v polovině 80. let rozvinuly kapely typu Suicidal Tendencies, Dirty Rotten Imbeciles a Stormtroopers of Death. V průběhu 90. let se metalcore držel převážně v podzemí, avšak okolo roku 2004 jej na světlo světa vynesly nahrávky jako The End of Heartache od Killswitch Engage a The War Within od Shadows Fall, které se dostaly na 21. a 20. místo v albové hitparádě Billboard; Trivium se s albem The Crusade (2006) dostali do první pětky americké hitparády, zatím co ve Velké Británii do první desítky. Bullet for My Valentine se dostali s albem Scream Aim Fire (2008) mezi pět nejlepších alb, jednak v amerických, jednak v britských hitparádách. V poslední době se metalcore těší stále větší pozornosti na Ozzfestu, a stejně tak na Download Festivalu. Skupině Lamb of God, slévající do jednoho několik metalových stylů, se podařilo albem Sacrament (2006) obsadit první příčky hitparády Billboard. Úspěch těchto a jiných skupin, ke kterým patří např. Mastodon (směs progresivního a sludge metalu), měl za následek, že se začalo hovořit o obrodě amerického metalu, jemuž někteří kritici přezdívají Nová vlna amerického heavy metalu.
V Evropě, především v Německu a Skandinávii, metal neztrácí nic ze své obrovské popularity. V posledních letech zaznamenali největší úspěch thrasheři The Haunted, melodičtí deathmetalisté In Flames, Kalmah a Children of Bodom, extrémní symfonici Dimmu Borgir a Cradle of Filth, a powermetalisté HammerFall. Název „retro metal“ se v angličtině používá v souvislosti se skupinami hrajícími ve stylu Angličanů The Darkness nebo Australanů Wolfmother. Pětinásobně platinové album Permission to Land (2003) od The Darkness, charakterizované jako „nevrle realistická napodobenina metalu 80. let a glamu 70. let“, obsadil první příčky britských hitparád. Debutové album Wolfmother (2005) nazvané podle kapely se vyznačovalo „deeppurplovskými varhanami,“ „akordovým riffováním hodným Jimmyho Page,“ a „zavíjením“ hlavního vokalisty Andrewa Stockdale „na které nemá ani Robert Plant.“ Skladba „Woman“ získala cenu roku 2007 Grammy za nejlepší hardrockový výkon, zatím co „Eyes of the Insane“ od Slayer získala cenu v kategorii nejlepší metalový výkon. V roku 2008 Slayer dostal opět Grammy za nejlepší metalový výkon, protentokrát za skladbu „Final Six“.